# Liste von Persönlichkeiten der Stadt Münster
Diese Liste von Persönlichkeiten enthält Personen, die in einem besonderen Verhältnis zur Stadt Münster in Westfalen stehen. Dazu zählen insbesondere die zu Ehrenbürgern ernannten sowie berühmte Personen, die in Münster geboren wurden oder in einem bedeutenden Zusammenhang zu Münster stehen.

## Stadtoberhäupter
| Name                                | Regierungszeit                              | Führender Prophet | Zeit des Wirkens                | Anmerkungen         |
| Johann III. von Deckenbrock         | 1312/13, 1321, 1327, 1333, 1337–39 und 1342 |                   |                                 |                     |
| Johann IV. Droste zu Hülshoff       | 1402, 1421 und 1431                         |                   |                                 |                     |
| Johann VI. Droste zu Hülshoff       | 1484–1486, 1489, 1494 sowie 1496/97         |                   |                                 |                     |
| Johann VII. Droste zu Hülshoff      | 1494 und 1502                               |                   |                                 |                     |
| Everwin II. von Droste zu Handorf   | bis Frühjahr 1530                           |                   |                                 |                     |
| ???                                 | bis 22. Februar 1534                        |                   |                                 |                     |
| Bernd Knipperdollinck               | 23. Februar 1534 bis 24. Juni 1535          | Jan Mathys        | 23. Februar bis 5. April 1534   |                     |
|                                     |                                             | Jan van Leiden    | 5. April 1534 bis 24. Juni 1535 | als König Johann I. |
| ???                                 | 25. Juni 1535 bis ???                       |                   |                                 |                     |
| Bernhard II. von Droste zu Hülshoff | 1605 bis 1619                               |                   |                                 |                     |

## In Münster geboren
Auflistung chronologisch nach Geburtsdatum:

### Bis 1800
- 1295, Johann III. von Deckenbrock († 1349), Droste des Domkapitels, Bürgermeister und Richter von Münster
- 1326, Everwin I. von Deckenbrock († 1351), Ratsherr und Droste des Domkapitels von Münster
- um 1340, Alhard I. von Deckenbrock († 1399), Ritter, Ratsherr, Freigraf in Münster, Droste des Domkapitels und Gutsbesitzer.
- vor 1381, Johann IV. Droste zu Hülshoff († 1446), Ritter, Ratsherr, Bürgermeister der Stadt Münster, Gutsbesitzer
- 1421, Johann V. Droste zu Hülshoff († 1462), Ratsherr und Kämmerer der Stadt Münster und Gutsbesitzer von Burg Hülshoff.
- 1430, Johann VI. Droste zu Hülshoff; † 1499, Ratsherr und Bürgermeister der Stadt Münster und Gutsbesitzer von Burg Hülshoff.
- 1467, Johann VII. Droste zu Hülshoff; † 1539, Ratsherr und Bürgermeister der Stadt Münster und Gutsbesitzer von Burg Hülshoff.
- 1495, Bernd Knipperdolling (Knipperdollinck, Knypperdollynck, eigentlich van Stockem), † 23. Januar 1536, einer der Führer der Täufer, ab 23. Februar 1534 Bürgermeister von Münster
- 1496, Ludger tom Ring der Ältere; † 3. April 1547, Maler und Buchdrucker, Ahnherr der Künstlerfamilie tom Ring
- 1498/99, Johann Brabender; † 1561/62, Bildhauer
- 1500, Heinrich I. von Droste zu Hülshoff; † 1570, Ratsherr der Stadt Münster und Gutsbesitzer von Burg Hülshoff.
- 1500, Bernhard von Münster († 1. Mai 1557), Dompropst in Münster.
- um 1540, Everwin von Droste zu Hülshoff († 13. Juni 1604), Autor, katholischer Reformer, bischöflicher Offizial und Dechant (Dekan) an der Kollegiatkirche St. Martini in Münster.
- 1556, Johann Glandorp; † 23. September 1612 in Lübeck, Kaufmann und Mäzen in Lübeck
- 1567, 10. September, Adolf Rodde; † 31. August 1617 in Lübeck, Kaufmann und Ratsherr der Hansestadt Lübeck
- 1598, Everhard Alerdinck; † 11. Mai 1658, bekannter westfälischer Maler
- 1604, Johann Bockhorst; † 21. April 1668 in Antwerpen, Maler
- 1633, Maurus Rost; † 1706 in Iburg, Abt des Klosters Iburg und Historiker
- 1661, Gerhard Joseph Karsch; † nach 1719, Maler und Inspektor der Gemäldegalerie Düsseldorf
- 1672, 30. Oktober, Ferdinand Oesterhoff; † 22. Oktober 1748 in Marienfeld, Abt des Klosters Marienfeld und Weihbischof in Münster
- 1675/77, Johann Wilhelm Gröninger; † 1724 in Billerbeck, Bildhauer des Spätbarock
- 1680, 10 März, Johann Adolph Hartmann; † 28. Oktober 1744 in Marburg, Historiker und Hochschullehrer.
- 1707, 19. September, Ferdinand Wilhelm von der Recke zu Steinfurt; ‡ 18. November 1761 in Drensteinfurt, kurkölnischer Kämmerer und Domherr in Münster
- 1713, 29. Januar, Franz Arnold von der Recke zu Steinfurt; † 10. November 1762 in Münster, Landdrost im Hochstift Münster
- 1726, 25. Januar, Jobst Edmund von Twickel; † 12. Oktober 1782 in Münster, Domherr in Münster sowie Amtsdroste in Poppenburg
- 1732, 20. Oktober, Kaspar Zumkley; † 17. November 1794, Jesuit und Pädagoge
- 1733, 28. April, Wilhelm Ferdinand Lipper; † 29. Oktober 1800 in Nürnberg, Architekt
- 1742, 4. September, Clemens Lipper; † 25. Mai 1813 in Osnabrück, Geistlicher und Baumeister
- 1742, 15. Februar, Clemens August Maria Droste zu Vischering; † 13. Juli 1790, Politiker, Landdroste
- 1743, 15. Mai, Christoph Bernhard Verspoell; † 5. Januar 1818, Priester, Publizist, Kirchenlieddichter
- 1747, 18. Oktober, Jodocus Zurmühlen; † 3. April 1830 in Münster, Domdechant in Münster
- 1748, Petrus von Hatzfeld; † 24. April 1823 in Boesfeld, römisch-katholischer Priester und Abt des Klosters Marienfeld
- 1749, 7. September, Anton Matthias Sprickmann; † 22. November 1833, Jurist und Dichter, Freund und Förderer der Annette von Droste-Hülshoff, Mitglied des Münsterschen Kreises der Fürstin Gallitzin
- 1749, 6. November, Clemens August Heinrich von Korff gen. Schmising; † 1821, kurkölnischer Rat und Oberhofmarschall des Fürstbischofs von Münster sowie Domherr und Amtsdroste in Cloppenburg
- 1750, 12. Juli, Ferdinand von Galen zu Assen; ↑ 11. November 1803, Droste des Amtes Meppen, Geheimrat und Oberjägermeister im Hochstift Münster
- 1759, 6. April, Johann Gerhard Druffel; † 1. Juli 1836, Beamter und Berater des münsterischen Fürstbischofs Maximilian Franz
- 1763, 22. März, Franz Ferdinand von Druffel; † 22. Mai 1857, Mediziner, Begutachter von Anna Katharina Emmerick
- 1766, 27. November, Joseph Niesert; † 14. Juni 1841 in Velen, Pfarrer, Handschriften- und Siegelsammler, Historiker, Numismatiker und Archäologe
- 1770, 9. Februar, Maximilian Freiherr von Wimpffen; † 29. August 1854 in Wien, österreichischer Feldmarschall
- 1772,  26. Februar, Kaspar Fürstenau; † 11. Mai 1819 in Oldenburg, Flötist und Komponist
- 1774, 2. Juli, Johann Heinrich Schmedding; † 18. April 1846 in Berlin, Rechtswissenschaftler, Hochschullehrer und Politiker
- 1777, 25. Mai, Adolph von Vagedes; † 27. Januar 1842 in Düsseldorf, Architekt, Stadtplaner und Dichter
- 1779, 5. September, Franz von Sonnenberg; † 22. November 1805 in Jena, Dichter
- 1779, 25. September, Maximilian von Ketteler; † 30. Juli 1832 in Bad Ems, preußischer Landrat
- 1781, 20. Februar, Maximilian Droste zu Vischering-Padberg; † 31. August 1845, Landrat
- 1784, 25. Dezember, Johann Hermann Hüffer; † 12. Januar 1855, Politiker und Verleger, Bürgermeister der Stadt Münster 1842–48
- 1787, 11. August, Franz Joseph Herold: † 16. Mai 1862, römisch-katholischer Priester, erster Offizial in Vechta
- 1788, 2. Dezember, Ignaz von Landsberg-Velen und Gemen; † 19. September 1862, Unternehmer, Politiker, Mitglied des Preußischen Herrenhauses
- 1791, 22. Mai, Johann Heinrich von Olfers; † 22. Dezember 1855, Bankier, Oberbürgermeister von Münster
- 1792, 20. Oktober, Anton Bernhard Fürstenau; † 18. November 1852 in Oldenburg, Flötist und Komponist
- 1793, 30. August, Ignaz von Olfers; † 23. April 1872 , Naturwissenschaftler und Diplomat
- 1795, 2. Juni, Jenny von Droste zu Hülshoff; † 29. Dezember 1859, Schwester und Vertraute der Dichterin Annette von Droste-Hülshoff
- 1796, 10. März Engelbert von Landsberg-Velen und Steinfurt; † 24. Februar 1878, Politiker
- 1799, 15. August, Wilhelm Achtermann; † 26. Mai 1884 in Rom, Bildhauer
- 1800, 12. September, Benedikt von Olfers, † 18. September 1876, Jurist und Politiker

### 1801–1850
- 1802, 31. Juli, Benedikt Waldeck; † 12. Mai 1870 in Berlin, Jurist und Politiker, 1848 führendes Mitglied der Preußischen Nationalversammlung
- 1802, 1. September, Kaspar Theobald Tourtual; † 15. Mai 1865, Mediziner
- 1803, 30. April, Bernhard Joseph zu Stolberg-Stolberg, † 21. Januar 1859 in Weidenhof bei Breslau, Gutsbesitzer und Politiker
- 1804, 12. August, Joseph Theodor zu Stolberg-Stolberg, † 5. April 1859 in Rumillies/Belgien, Gutsbesitzer und Politiker.
- 1805, 22. Januar, Joseph Weingärtner; † 7. September 1896 in Münster, Jurist, Autor und Numismatiker
- 1805, 28. Februar, Anton Fahne; † 12. Januar 1883 in Düsseldorf, Jurist, Schriftsteller, Historiker und Genealoge
- 1805, 8. Mai, Werner von Hartmann; † 9. Januar 1866 in Habelschwerdt, Jurist und Politiker
- 1807, 29. November, Martin Theodor Contzen; † 8. Januar 1881 in Würzburg, Historiker und Archivar
- 1808, 11. März, August von Bernuth; † 25. April 1889 in Berlin, preußischer Justizminister
- 1809, 9. März, Joseph Brockhausen; † 5. Februar 1886 in Warendorf, Jurist, Mitglied der deutschen und preußischen Nationalversammlung
- 1809, 10. Juli, Maximilian von Korff gen. Schmising; † 1861 in Münster, preußischer Landrat
- 1811, 2. Juli, Wilhelm Junkmann; † 23. November 1886 in Breslau, Schriftsteller, Historiker und Politiker
- 1811, 25. Dezember, Wilhelm Emmanuel von Ketteler; † 13. Juli 1877 in Burghausen, 1850–1877 Bischof von Mainz („Arbeiterbischof“), Mitbegründer der Zentrumspartei
- 1813, 6. Januar, Paulus Melchers; † 14. Dezember 1895 in Rom, 1857–1866 Bischof von Osnabrück, 1866–1885 Erzbischof von Köln
- 1813, 6. Februar, Eduard Michelis; † 8. Juni 1855 in Luxemburg, römisch-katholischer Theologe und Redakteur
- 1813, 21. April, August Bahlmann; † 16. Dezember 1874 in Münster, römisch-katholischer Geistlicher
- 1815, 27. Januar, Friedrich von Landsberg-Velen und Gemen; † 5. Oktober 1898 auf Burg Gemen, Unternehmer und Standesherr von Gemen
- 1815, 4. April, Caspar Melchior Kersting; † 1879, Orgelbauer
- 1816, 19. November, Clemens Perger; † 11. Juni 1910 in Münster, römisch-katholischer Theologe, Politiker und Lehrer
- 1817, 12. Januar, Ludolf von Luck; † 20. Dezember 1895 in Berlin, Jurist, Staatsanwalt und preußischer Politiker
- 1818, 2. Februar, Joseph Arnold Weydemeyer; † 26. August 1866 in St. Louis (USA), Soldat, Journalist, Zeitungsherausgeber, Politiker und marxistischer Revolutionär
- 1818, 15. Oktober, Ludwig von Wittich; † 2. Oktober 1884, Generalleutnant und Abgeordneter des Deutschen Reichstages
- 1819, 4. Dezember, Alexander Heimbürger; † 25. Juli 1909 in Münster, Zauberkünstler
- 1819, 13. Dezember, Theodor Scheffer-Boichorst; † 20. Oktober 1898 in Münster, Jurist und Politiker, Oberbürgermeister von Münster
- 1819, 15. Dezember, Fritz von Bernuth; † 6. Oktober 1906 in Wiesbaden, Generalmajor
- 1821, 30. Juni, Karl Friedrich Favreau; † 14. Juni 1869 in Düsseldorf, Verwaltungsbeamter, Landrat von Neuss und Elberfeld
- 1821, 23. Oktober, Maximilian Franz August von Forckenbeck; † 26. Mai 1892 in Berlin, Nationalliberaler Politiker, Oberbürgermeister von Breslau und Berlin, Präsident des Preußischen Abgeordnetenhauses, Reichstagspräsident
- 1822, 19. November, Caspar Görke; † 13. April 1896 in Münster, Maler
- 1824, 31. Dezember, Bernard Altum; † 1. Februar 1900 in Eberswalde, Zoologe, Ornithologe und Forstwissenschaftler
- 1826, 16. November, Ferdinand Ohm; † 21. August 1872 in Lippstadt, Kaufmann, Mitglied des Reichstags des Norddeutschen Bundes und des Zollparlaments
- 1830, 12. Januar, Joseph Jungmann; † 25. November 1885 in Innsbruck, katholischer Theologe
- 1830, 9. Februar, Ignatz von Landsberg-Velen und Steinfurt; † 27. Oktober 1915, Gutsbesitzer, Politiker, Mitglied des Preußischen Herrenhauses
- 1830, 30. Juli, Adalbert Parmet; † 20. November 1898 in Münster, Priester und Altphilologe
- 1831, 31. März, Heinrich Konrad Stein; † 9. Dezember 1896 in Glatz, Schulleiter
- 1831, 8. Juli, Ferdinand Alois Stentrup; † 15. Juli 1898 in Kalksburg, Jesuit
- 1832, 28. Januar, Franz Wüllner; † 7. September 1902 in Braunfels, Komponist und Dirigent
- 1832, 20. Februar, Hugo von Landsberg-Steinfurt; † 19. Dezember 1901, Jurist und preußischer Verwaltungsbeamter
- 1832, 14. August, Clemens Heidenreich Droste zu Vischering; † 20. August 1923, Rittergutsbesitzer, Politiker, Mitglied des Preußischen Herrenhauses
- 1832, 18. Dezember, Alexander von Padberg; † 27. September 1912 in Hildesheim, preußischer Regierungsrat und Autor
- 1832, 28. Dezember, Melchior zur Strassen † 27. Februar 1896 in Leipzig, Bildhauer, Professor und Akademiedirektor
- 1833, 26. Januar, Elisabeth Ney; † 29. Juni 1907 in Austin/Texas, Bildhauerin
- 1833, 1. März, Bernard Jungmann; † 12. Januar 1895 in Löwen, Theologe
- 1834, 25. November, Heinrich Grütering; † 5. Oktober 1901 in Kleve, deutscher Jurist und Mitglied des Deutschen Reichstags
- 1835, 19. April, Hermann Landois; † 29. Januar 1905, Zoologieprofessor, Gründer des Westfälischen Zoologischen Gartens zu Münster
- 1836, 17. November, Joseph Jessing; † 2. November 1899 in Columbus (Ohio), Priester und Seminargründer in den Vereinigten Staaten
- 1837, 16. Januar, Gustav von Padberg; † 12. Januar 1891, Schlosshauptmann von Gotha und Hofmarschall in Coburg
- 1837, 18. Februar, Hermann Veltmann; † 31. Januar 1924 in Wetzlar, Historiker und Archivar
- 1839, 18. Januar, Franz von Schwartz, † 28. März 1907 in Konstanz, Verwaltungsjurist in Preußen
- 1841, 22. Januar, Constantin Maria von Droste zu Hülshoff; † 30. Dezember 1901 in La Crosse, Wisconsin, USA, Franziskaner in der Diözese La Crosse
- 1841, 4. Dezember, Theodor Berthold; † 20. April 1909 in Bocholt, Schriftsteller
- 1842, 20. Juni, Julian von Hartmann; † 6. März 1916, Regierungspräsident in Aurich und Aachen
- 1842, 18. August, Bernhard Beiderlinden; † 7. Mai 1907 in Khandala, Indien, römisch-katholischer Missionar und Bischof von Poona in Indien
- 1843, 2. Januar, Hippolyt von Vignau, † 21. Januar 1926 in Weimar, Musiker und Theaterintendant
- 1843, 21. Juni, Wilhelm Sauer; † 4. April 1901 in Düsseldorf, Historiker und Archivar
- 1844, 28. Mai, Arnold Busson; † 7. Juli 1892 in Graz, Historiker und Hochschullehrer, 1886/87 Rektor der Universität Innsbruck
- 1844, 5. September, Franz Greve; 12. Mai 1892 in Hamburg, Opernsänger
- 1845, 28. Mai, Therese Dahn, geborene Freiin Droste zu Hülshoff; † 21. Januar 1929 in Breslau, Schriftstellerin und Ehrensenatorin der Universität Breslau
- 1846, 17. Februar, August Schmiemann; † 5. August 1927 in Münster, Bildhauer
- 1846, 18. Mai, Wilhelm von Kettler; † 11. April 1928 in Berlin, Brigadekommandeur in China, Generalleutnant
- 1846, 20. Mai, Alexander von Kluck; † 19. Oktober 1934 in Berlin, preußischer Generaloberst
- 1847, 17. Januar, Max von Landsberg-Velen; † 31. Dezember 1902, Politiker, Mitglied des Preußischen Herrenhauses
- 1849, 25. Januar, Johann Heinrich Schmedding; † 25. Januar 1921 in Münster, Architekt und Altertumsforscher

### 1851–1900
- 1851, 12. Januar, Everhard Illigens; † 2. Januar 1914, Weihbischof in Münster
- 1851, 9. Juni, Wilhelm Rincklake; † September 1927 im Kloster Maria Laach, zählt zu den bedeutendsten Architekten der Neugotik in Westfalen
- 1851, 15. Dezember, Felix von Hartmann; † 11. November 1919 in Köln, 1911–1912 Bischof von Münster, 1912–1919 Erzbischof von Köln
- 1853, 2. September, Ferdinand Karsch; † 20. Dezember 1936 in Berlin, deutscher Arachnologe und Sexualwissenschaftler
- 1853, 22. November, Clemens von Ketteler; † 20. Juni 1900 in Peking, Diplomat
- 1854, 26. Januar, Eli Marcus; † 13. September 1935, Schriftsteller und Schauspieler
- 1854, 28. Mai, Therese Dahn, geb. Freiin Droste zu Hülshoff; † 21. Januar 1929 in Breslau, Ehefrau von Felix Dahn, Schriftstellerin
- 1856, 15. März, Ludwig Troske; † 21. März 1934 in Hannover, Bauingenieur
- 1856, 3. Mai, Adolf Schmedding; † 12. Juni 1937, Jurist, Verwaltungsbeamter, Zentrumspolitiker
- 1856, 24. Mai, Friedrich Martini; † nach 1923, Präsident der Eisenbahndirektionen Kassel, Köln und Mainz
- 1857, Anton Knubel; † 8. September 1915, Radrennfahrer, Erfinder und Luftfahrtpionier
- 1857, 2. August, Aloys Schulte; † 14. Februar 1941 in Bonn, Historiker und Archivar
- 1857, 8. September, Friedrich Westhoff, † 12. November 1896, war ein deutscher Biologe, Heimatforscher und Schriftsteller
- 1858, 22. Januar, August Schlüter; † 19. Dezember 1928 in Düsseldorf, Maler und Literat
- 1859, 9. April, Julius Hart; † 7. Juli 1930 in Berlin, Dichter und Literaturkritiker des Naturalismus
- 1859, 25. Mai, Wilhelm Bolte; † 25. Juli 1941, Bildhauer
- 1863, 3. Juni, Paul von Laer; † 7. Dezember 1936 in Bielefeld, preußischer Landrat des Kreises Moers und  Präsident des Landesfinanzamts Kassel
- 1863, 4. Juni, Victor Johann von der Forst; † 30. Januar 1901 in Herten, Maler der Düsseldorfer Schule
- 1863, 8. September, Maria Gräfin Droste zu Vischering; † 8. Juni 1899 in Porto (Portugal), Ordensfrau vom Guten Hirten, Oberin, 1975 von Papst Paul VI. seliggesprochen
- 1864, 6. Juni, Rudolf Wildermann; † 23. April 1926 in Lörrach, Domkapitular in Münster, Politiker der Zentrumspartei
- 1864, 19. Juni, Fritz Grotemeyer; † 28. Juli 1947 in Witten[1], Illustrator, Porträt-, Historien- und Kriegsmaler
- 1865, 12. August, Josef Deitmer; † 16. Januar 1929 in Berlin, Breslauer Weihbischof mit Sitz in Berlin
- 1865, 2. Oktober, Melchior Lechter; † 8. Oktober 1937 bei Montreux, Glasmaler, Maler, Reisender und Buchgestalter
- 1867, 4. Dezember, Heinrich Schulte-Altenroxel; † 17. Februar 1947 in Garstedt, Landwirt, Kolonist in Südafrika, Tabakunternehmer und Buchautor
- 1868, 28. März, Wilhelm Ehringhausen; † 1933 in München, Landschaftsmaler und Grafiker
- 1868, 14. April, Bernhard Niehues; † 29. Dezember 1950 in Nordhorn, Unternehmer
- 1868, 19. Dezember, Friedrich von Laer; † 12. Januar 1951 auf Haus Dorsel bei Warendorf, Politiker und Landrat in Preußen
- 1869, 12. Mai, Carl Schuhmann; † 24. März 1946 in Berlin, Sportler, vierfacher Olympiasieger 1896 in Athen
- 1870, 23. März, Friedrich Rehse; † 14. Januar 1952 in München, Fotograf und Kunstverleger
- 1871, 30. November, Emanuel zu Salm-Salm; † 18. August 1916 in Pinsk, Belarus, Standesherr und Rittmeister
- 1872, 16. Mai, Bernhard Pankok; † 5. April 1943 in Baierbrunn, Architekt und Designer
- 1872, 20. Juli, Heinz Müller; † 22. November 1941 in Düsseldorf, Bildhauer und Medailleur
- 1872, 13. November, Bernard Knubel; † 14. April 1957, Radrennfahrer
- 1873, 3. Mai, Joseph Hammerschmidt; † 24. Dezember 1926 in Düsseldorf, Bildhauer
- 1873, 23. Juli, Carl Müller-Tenckhoff; † 7. März 1936 in Mainz, impressionistischer Maler und Bühnenbildner
- 1874, 11. April, Franz Pankok; † 17. Januar 1921 in Barmen, Innenarchitekt
- 1874, 29. Juli, August Stramm; † 1. September 1915 bei Gorodec (Galizien), Dichter und Dramatiker des deutschen Expressionismus
- 1875, 6. Januar, Walther Schücking; † 25. August 1935 in Den Haag, Politiker (DDP) und Richter
- 1876, 1. Mai, Wilhelm Wolff; † 5. August 1914, Verwaltungsjurist
- 1877, 6. März, Johannes Knubel; † 3. Juli 1949 in Düsseldorf, Bildhauer
- 1878, 1. April, Alfred Flechtheim; † 1937 in London, Kunsthändler
- 1878, 26. Dezember, Hubert Kappen; † 13. Dezember 1949 in Bonn, Agrikulturchemiker
- 1879, John Jack Vrieslander; † 1957 in Grabenstätt, Grafiker und Illustrator
- 1879, 5. Januar, Otto Ruer; † 29. Juli 1933 in Berlin, Jurist, Oberbürgermeister der Stadt Bochum
- 1879, 26. Januar, Joseph Lodde; † 28. Februar 1943 im KZ Dachau, katholischer Priester, Dechant in Coesfeld
- 1881, 26. Juli, Bernhard Bleeker; † 11. März 1968 in München, Bildhauer
- 1881, 8. Dezember, Emil Stratmann; † 13. November 1974, Maler, Grafiker und Illustrator
- 1882, 15. Oktober, Ferdinand Gerhard Möller; † 12. Januar 1956 in Köln, Kunsthändler
- 1883, 14. September, Max Bierbaum; † 2. November 1975 in Münster, katholischer Theologe
- 1884, 27. April, Arthur Wieferich; † 15. September 1954 in Meppen, Mathematiker
- 1885, 26. November, Heinrich Brüning; † 30. März 1970 in Norwich/Vermont (USA), Kanzler des Deutschen Reichs 1930–1932, Außenminister des Deutschen Reichs 1931–1932
- 1886, 4. Oktober, Constantin von Bentheim; 2. März 1975 in Großhansdorf, Unternehmer und Angehöriger der Schwarzen Front
- 1887, 7. Januar, Wilhelm Hentrich; † 1. Mai 1972 in Münster, katholischer Theologe
- 1887, 17. September, Otto Werra, † 28. Februar 1968 in Münster, Jurist und preußischer Landrat
- 1888, 24. Mai, Clemens Schürmann; † 1957, Radsportler und Architekt
- 1891, 3. Dezember, Wilhelm Becker; † 31. August 1957 in Düsseldorf, deutscher Politiker (NSDAP)
- 1892, 28. Juni, Peter Paul Althaus; † 16. September 1965 in München, Kabarettist, Hörspieldramaturg und Dichter
- 1892, 1. August, Bernhard Wachowsky; † 19. Juni 1977 in Bonn; katholischer Prälat, theologischer Autor
- 1894, 5. Oktober, Friedrich-Carl Rabe von Pappenheim; † 9. Juni 1977 in Uentrop, deutscher Generalleutnant und Diplomat
- 1894, 23. Oktober, Ludger Westrick; † 31. Juli 1990 in Bonn, 1963–1966 Staatssekretär/Bundesminister und Chef des Bundeskanzleramts
- 1895, 12. September, Wilhelm Münzer; † 11. Juni 1969 in Bad Iburg, Politiker (NSDAP)
- 1896, 26. Januar, Ferdinand Schürmann; † 29. September 1966, Politiker (NSDAP)
- 1896, 22. September, Wilhelm Achter; † nach 1963, Unternehmer und Verbandsfunktionär
- 1899, 25. Februar, Willi Henkelmann; † 2. Juli 1928, Motorradrennfahrer
- 1899, 15. Mai, Fritz Levedag; † 28. Oktober 1951 in Ringenberg, Maler und Architekt
- 1899, 8. Juli, Bernhard Ernst; † 19. Oktober 1957 in Köln, Sportjournalist und -kommentator
- 1900, 18. Januar, Carl Ueter; † 30. September 1985 in Bad Krozingen, Komponist
- 1900, 9. April, Carl Gielen; † 24. September 1987 in Köln, römisch-katholischer Priester und Kölner Dompropst
- 1900, 12. Juni, Friedrich Becker; † 25. Dezember 1985 in München, Astronom
- 1900, 27. August, Agnes Raab; † Juli 1960, Politikerin, Landtagsabgeordnete in Sachsen-Anhalt

### 1901–1925
- 1901, 4. Januar, Otto Will-Rasing; † 3. November 1979 in Detmold, Schauspieler und Theaterintendant
- 1901, 17. März, Hans Hoffmeister; † 9. Januar 1980 in Altenberge, Diskuswerfer, Olympiateilnehmer
- 1902, 8. Februar (im heutigen Stadtteil Wolbeck), Illa Andreae; † 3. Februar 1992, Schriftstellerin
- 1902, 24. November, Tönne Vormann; † 5. November 1993, Maler, Radierer, Sänger, Autor und Hörspielsprecher
- 1903, 23. August, Wolfgang Bartels; † 13. Dezember 1975 in Bochum, Rechtsanwalt und Politiker der CDU
- 1903, 14. September, Sigismund von Falkenstein; † 2. Juni 1972 in Bückeburg, Offizier, Brigadegeneral der Luftwaffe
- 1904, 9. März, Sascha Wiederhold; † 20. Januar 1962 in West-Berlin, Maler, Grafiker und Bühnenbildner
- 1904, 3. Juni, Karl Wolff; † 16. Oktober 1993 in Münster, Jurist, Richter und Landrat
- 1905, 20. Januar, Georg Erler; † 10. März 1981 in Göttingen, Jurist und Hochschullehrer
- 1905, 23. Januar, Erich Borchmeyer; † 17. August 2000 in Bielefeld, Leichtathlet
- 1905, 8. April, Wilhelm Pelkmann; † 9. Februar 1983, Politiker (CDU), Landtagsabgeordneter
- 1905, 11. August, Kurt Gerstein; † 25. Juli 1945 in Paris, Augenzeuge des Holocaust
- 1905, 30. Oktober, Leopold von Fürstenberg; † 19. Januar 1979, Land- und Forstwirt, Politiker (CDU) und Landtagsabgeordneter
- 1905, 31. Oktober, Albert Ohlmeyer; † 5. Dezember 1998, Benediktinerpater, Abt von Neuburg
- 1906, 18. April, Sighard F. Hoerner; † 22. Juni 1971 in Brick Township/New Jersey, Ingenieur der Aerodynamik
- 1906, 11. Juni, Leo Steinweg; † 1945 im KZ Flossenbürg, Motorradrennfahrer
- 1906, 16. Juni, Kurt Ludwig Heinrich Kramer; † 23. März 1985 in München, Physiologe und Hochschullehrer
- 1906, 10. Dezember, Hermann Mellage; † unbekannt, Fußballtorwart und zweimaliger Deutscher Meister mit Schalke 04
- 1907, 23. Juni, Alfred Koch; † 18. August 2013 in Münster, Mediziner und Hochschullehrer
- 1907, 3. Juli, Wilhelm Becker; † 20. November 1996 in Binningen, Astronom
- 1908, 25. August, Wilfried von Rosenthal; † 6. Juni 1975 in Freiburg im Breisgau, Offizier, Brigadegeneral der Bundeswehr
- 1908, 29. November, Franz Ballhorn; † 27. Februar 1979 in Nottuln, DJK-Verbandsfunktionär
- 1909, 5. September, Charlotte Schmitt; † 1989 in Berlin, Bundesrichterin
- 1910, 4. Oktober, Rudolf Grewe; † 26. Oktober 1968 in Borgdorf, Chemiker
- 1911, 1. April, Rita Reiners; † 4. April 1988 in Krefeld, Schriftstellerin
- 1912, 6. November, Maria Elisabeth Geyser; † 26. Juni 2008, Juristin, Vorsitzende Richterin am Bundessozialgericht
- 1912, 1. November, Gunther Plaut; † 8. Februar 2012 in Toronto, Rabbiner und Autor
- 1913, 27. April, Werner Sanß; † 5. Mai 2004 in Selm, Theologe, Friedensaktivist und der erste Träger des Aachener Friedenspreises
- 1913, 1. September, Shlomo Kaddar; bis 1933 Friedrich Kessler, † 5. Februar 1987 in Israel, deutsch-israelischer Diplomat
- 1913, 16. Oktober, Werner Dobelmann; † 7. August 1985 in Bad Salzuflen, Schriftsteller, Heimatforscher
- 1914, 8. Dezember, Ernst Hermanns; † 28. November 2000 in Bad Aibling, Bildhauer
- 1915, 24. Januar, Albert Stecken; † 24. August 2011 in Münster, Generalmajor a. D., Bundestrainer der Dressurreiter
- 1915, 7. Juni, Ludger Sunder-Plassmann; † 3. Dezember 2000 in Wangen am Bodensee, Architekt
- 1916, 29. Juni, Paul Stecken; † 15. September 2016 in Münster, Cheftrainer vieler Profi- und Meistermannschaften und Olympiasieger im Reitsport
- 1919, 18. März, Ludwig Sickmann; † 14. Juni 1992 in Münster, Bibliothekar
- 1920, 7. April, Hermann-Josef Neuhaus; † 12. Februar 1991, Politiker (CDU) und Mitglied des Landtags von Nordrhein-Westfalen
- 1920, 11. September, Rudolf Opitz; † 25. September 1997 in Münster, Politiker der FDP, Mitglied des Bundestages
- 1920, 17. Oktober, Carl-Heinz Antonius Greve; † 21. Mai 1998 in Kronburg, Generalleutnant der Bundeswehr
- 1920, 10. Dezember, Alfred Dregger; † 29. Juni 2002 in Fulda, von 1982 bis 1991 Vorsitzender der CDU/CSU-Fraktion im Bundestag
- 1921, 18. September, Johannes W. Rohen; † 26. Mai 2022, Anatom, Goetheanist und Anthroposoph
- 1921, 9. Oktober, Georg Schreiber; † 8. November 1996, Mediziner und Medizinjournalist
- 1921, 18. Mai, Wilhelm Thüsing; † 24. Mai 1998 in Münster, katholischer Theologe
- 1922, 4. März, Rolf Lezgus; † 13. Februar 2009, Fußballspieler
- 1922, 8. November, Karl Noehles; † 21. Januar 2018, Kunsthistoriker
- 1923, 10. Januar, Horst Wenner; † 2. März 1987
- 1923, 17. März, Friedrich W. Bauschulte; † 28. Mai 2003 in Berlin, Schauspieler und Synchronsprecher
- 1923, 19. Mai, Franz Wördemann; † 16. März 1992 in Herrsching, Journalist und Sachbuchautor
- 1924, 24. April, Fritz Hilgenberg; † 29. September 2010 in Münster, Kinderkardiologe
- 1924, 17. Juli, Egbert Möcklinghoff; † September 2017, Jurist, Verwaltungsbeamter und Politiker
- 1924, 6. November, Ludwig Kerstiens; † 14. August 2011, Pädagoge
- 1925, 7. September, Bruno Kropff; † 17. Oktober 2017 in Bonn, Jurist und Honorarprofessor an der Universität Bonn
- 1925, 19. September, Erich Kock; † 14. Januar 2016 in Köln, Schriftsteller und Publizist
- 1925, 3. Dezember, Wolfgang Wahl; † 15. September 2006 in Germering, Schauspieler
- 1925, 31. Dezember, Hermann Josef Spital; † 10. Januar 2007 in Münster, von 1981 bis 2001 Bischof von Trier

### 1926–1950
- 1926, 24. Februar, Johanna Eichmann OSU, geb. Ruth Eichmann; † 23. Dezember 2019, Ordensfrau aus dem Orden der Ursulinen, Lehrerin und Mitbegründerin des Jüdischen Museums Westfalen in Dorsten
- 1926, 17. Juni, Jutta Freifrau von Droste zu Hülshoff; † 23. Dezember 2015 in Billerbeck, Eigentümerin, dann Stifterin der Burg Hülshoff in die Annette von Droste zu Hülshoff-Stiftung
- 1926, 30. August, Hans Dieter Schwarze; † 7. Mai 1994 in Anterskofen (Bayern), Schriftsteller, Schauspieler und Regisseur
- 1926, 1. Dezember, Rosemarie Pohl-Weber; † 7. Juli 1990 in Bremen, Bibliothekarin, Journalistin, Volkskundlerin und Museumsdirektorin in Bremen
- 1927, 12. Januar, Paul Schnitker; † 27. Februar 2013 in Münster, Unternehmer, Verbandsfunktionär und Politiker (CDU)
- 1927, 6. Februar, Felix Gerritzen, genannt „Fiffi“; † 3. Juli 2007 in Münster, ehemaliger Fußballnationalspieler, 1950–1958 bei Preußen Münster
- 1927, 17. Februar, Bernhard Droste; † 5. Juli 2019 in Münster, Architekt
- 1927, 30. Juli, Lothar Groppe SJ; † 17. November 2019 in Berlin, Jesuit und Militärpfarrer sowie Publizist
- 1927, 30. September, Alma von Stockhausen; † 3. Mai 2020, Philosophin
- 1928, 14. Januar, Jürgen Weber; † 16. Juni 2007 auf Ibiza, Bildhauer
- 1928, 23. Februar, Friedrich Gerhard Hohmann; † 22. Mai 2025, Historiker und Gymnasiallehrer
- 1928, 25. September, Ulrich Bonse; † 11. Oktober 2022, Experimentalphysiker
- 1928, 7. Juni, Peter Walter; † 8. Mai 1982 in München, Veterinärmediziner, Tieranatom und Hochschullehrer
- 1928, 30. Oktober, Joachim Wattendorff; † 7. April 2008 in Freiburg im Üechtland, Botaniker und Strahlenbiologe
- 1929, 7. Januar, Wilhelm Buerstedde; † 26. November 2022, Kommunalpolitiker
- 1929, 31. Januar, Nikolaus Himmelmann; † 19. Dezember 2013, Archäologe
- 1929, 28. April, Gottfried Stute; † 10. August 1982 in Österreich, Ingenieurwissenschaftler und Hochschullehrer
- 1929, 8. Mai, Liselotte Folkerts, Autorin und Herausgeberin
- 1929, 3. September, Helmuth Becker; † 20. Mai 2011 in Münster, Politiker, Vizepräsident des Bundestages und des Europäischen Parlamentes
- 1929, 21. Oktober, Dieter Emrich; † 23. September 2007 in Bielefeld, Nuklearmediziner und Hochschullehrer
- 1929, 24. Dezember, Hans Hermann Seiler; † 16. Juni 2019, Jurist und Hochschullehrer an der Universität Hamburg
- 1930, Wolfram Mehring, Regisseur und Schauspieler
- 1930, 3. Februar, Winfried Elliger; † 14. Februar 2019 in Tübingen, Klassischer Philologe, Gräzist und Hochschullehrer
- 1930, 21. März, Rudi Grevsmühl; † 2. September 2019 in Nottuln, Büttenredner
- 1930, 18. Juni, Werner Hoppe; † 9. Juli 2009 in Münster, Rechtswissenschaftler und Rechtsanwalt
- 1930, 14. Oktober, Rudolfine von Oer; † 31. Mai 2019 in Legden, Historikerin
- 1930, 13. November, Reinhold Röttger; † 20. Januar 2020, Regisseur und Theaterintendant
- 1930, 15. Dezember, Ulrich Rosenfeld; † 13. September 2023 in Münster, Geologe
- 1931, 30. Mai, Günther Gottmann; † 4. Februar 2018 in Berlin, Pfarrer und Museumsdirektor
- 1931, 20. Juni, Peter Beckmann; † 13. Oktober 2023, Physiker
- 1931, 17. Dezember, Constantin Heereman von Zuydtwyck; † 26. Juli 2017 auf Surenburg, Landwirt, 1969–1997 Präsident des Deutschen Bauernverbandes
- 1932, 21. Juni, Friedrich Ostermann; † 22. Oktober 2018 in Münster, Weihbischof im Bistum Münster
- 1932, 13. September, Rolf Wedewer; † 26. Oktober 2010 in Leverkusen, Kunsthistoriker, Kurator und Museumsdirektor
- 1932, 28. November, Erwin Rotermund; † 9. Januar 2018 in Mainz, Literaturwissenschaftler
- 1932, 27. Dezember, Tilman Pünder; † 18. Dezember 2021, Politiker, Oberstadtdirektor von Münster
- 1933, 16. März, Robert Machemer; † 23. Dezember 2009, deutsch-US-amerikanischer Ophthalmologe und Chirurg
- 1933, 6. April, Ursula Fuchs; † 12. Juni 2020 in Darmstadt, Kinderbuchautorin
- 1933, 28. April, Hans Lemberg; † 3. Dezember 2009 in Marburg, Historiker
- 1933, 5. Juni, Tono Eitel; † 25. Juni 2017 in Münster, Jurist und Diplomat
- 1934, 11. Januar, Karin Mylius; † 13. Dezember 1986 in Halle (Saale), Vorsitzende der Jüdischen Gemeinde zu Halle (Saale)
- 1934, 1. Februar, Brigitte Schütze; † 25. Juli 2019 in Traunstein, Gärtnerin und Politikerin (CDU)
- 1934, 3. Mai, Paul Glahn, Opernsänger
- 1935, 27. Januar, Gernot Erler; † 7. Juni 2011 in Krelingen, Pädagoge und Heimatforscher
- 1935, 24. Februar, Rune Mields, Künstlerin
- 1935, 3. April, Georg Sieber, Psychologe und Organisationsberater
- 1935, 1. Mai, Wilm Sanders, römisch-katholischer Theologe und Autor
- 1935, 19. Mai, Armin Klümper; † 23. Juni 2019 in Kapstadt (Südafrika), Sportmediziner und Hochschullehrer
- 1935, 3. Juli, Bernhard Pohlschmidt; † 13. Februar 2017, Fußballspieler
- 1935, 22. Juli, Rudolf Großkopff; † 13. Juli 2023 in Berlin, Journalist und Historiker
- 1935, 13. August, Burkhard Roberg; † 12. Oktober 2021, Historiker
- 1935, 30. Dezember, Friedhelm Krüger, evangelischer Theologe und Hochschullehrer
- 1936, 10. Januar, Edi Gieseler; † 1. Mai 2003 in Münster, Radrennfahrer
- 1936, 14. Januar, Reiner Klimke; † 17. August 1999 in Münster, Rechtsanwalt und Dressurreiter, 1964–1988 6-facher Olympiasieger
- 1936, 22. Februar, Marianne Rogée, Schauspielerin
- 1936, 19. März, Wolfgang Meyer, Mathematiker und Hochschullehrer
- 1936, 25. Mai, Rüdiger Schmitt, Genetiker und Molekularbiologe, Hochschullehrer
- 1036, 30. Juni, Gunther Sieg; † 9. Januar 2008 in Lengerich, Jurist und Politiker (SPD), Landtagsabgeordneter
- 1936, 7. Juli, Günter Dohr; † 25. Februar 2015 in Krefeld, Künstler
- 1936, 10. November, Hermann Weber, Rechtsanwalt, Herausgeber
- 1936, Heinz Hilmer, Architekt
- 1937, 1. März, Lore Heuermann; † 5. April 2025 in Wien, deutsch-österreichische Künstlerin
- 1937, 18. Mai, Schwarz Ferdl, Volksmusiksänger, Jodler, Gitarrist, Texter und Komponist
- 1937, 24. August, Eberhard Rolinck, römisch-katholischer Theologe
- 1937, 19. September, Gundolf Precht; † 14. November 2015 in Köln, Bauforscher und Archäologe
- 1937, 27. September, Werner Franz Siebenbrock; † 24. Dezember 2019 in Juiz de Fora, katholischer Ordensgeistlicher, Bischof von Governador Valadares in Brasilien
- 1937, 26. Dezember, Gösta Hellner, wissenschaftlicher Fotograf und bildender Künstler
- 1937, Franz-Egon Humborg, Vorsitzender Richter am Oberverwaltungsgericht für das Land Nordrhein-Westfalen
- 1938, 7. Januar, Roland Issen, ehemaliger Gewerkschafter
- 1938, 1. März, Michael Müller-Wille; † 12. November 2019 in Kiel, Prähistoriker
- 1938, 21. Juni, Heinz Heineberg, Geograph und Hochschullehrer
- 1938, 1. September, Friedhelm Busch, Wirtschaftsjournalist, Moderator, Goldene Kamera 1988
- 1938, 2. Oktober, Bärbel Kösters Lucchitta, Wissenschaftlerin, Astrogeologin beim US Geological Survey
- 1939, 26. Februar, Bernhard Schäfers, Soziologe und Hochschullehrer
- 1939, 16. März, Jochen Hoock; † 21. Mai 2019 in Carhaix/Finistère (Frankreich), Historiker und Hochschullehrer
- 1939, 1. Juni, Heinz Lukas-Kindermann, Theater- und Opernregisseur, Intendant
- 1939, 27. August, Norbert Schmitz, Mathematiker und Hochschullehrer
- 1939, 30. Oktober, Bernhard Jestaedt, Jurist, Richter am Bundesgerichtshof von 1986 bis 2004
- 1939, 31. Oktober, Karl Peters, Richter am Bundessozialgericht
- 1939, 10. Dezember, Ursula Monheim, Politikerin (CDU), Abgeordnete des Landtags von Nordrhein-Westfalen
- 1939, 27. Dezember, Barbara Klemm, Fotografin
- 1939, Marianna von Klinski-Wetzel, Lehrerin und Regionalhistorikerin
- 1940, 4. April, Gustav-Adolf Stange, Jurist und Politiker
- 1940, 25. Juli, Gabriele Peus-Bispinck, Politikerin (CDU) und Europaabgeordnete
- 1940, 27. August, Manfred Pohlschmidt, Fußballspieler
- 1941, 30. August, Manfred Erdenberger, Hörfunk-Journalist, seit 1969 Moderator beim WDR
- 1942, 18. Januar, Ulrich Hermann Krüger-Limberger; † 6. März 2016, Architekt und Politiker
- 1942, 29. März, Rolf Klein; † 25. August 1986, Politiker (CDU), Landtagsabgeordneter in Nordrhein-Westfalen
- 1942, 5. April, Irmgard Schwaetzer, Politikerin (FDP), 1991–1994 Bundesministerin für Raumordnung, Bauwesen und Städtebau
- 1942, 19. Mai, Otto Jägersberg (* in Hiltrup), Schriftsteller und Filmemacher
- 1942, 22. August, Harald Norpoth, Leichtathlet (1500- und 5000-Meter-Läufer), Olympiateilnehmer 1964/1968/1972
- 1942, 6. November, Frauke Walhorn, Politikerin (SPD)
- 1943, Hans Machemer, Zellbiologe und Universitätsprofessor[2]
- 1943, 30. Januar, Wolfgang Spanier; † 18. April 2018 in Herford, Politiker (SPD)
- 1943, 30. April, Gundolf Winter; † 25. Januar 2011, Kunsthistoriker
- 1943, 25. Mai, Hans-Bernd Schäfer, Ökonom und Hochschullehrer
- 1943, 5. Juli, Bernd Thiemann; † 28. Dezember 2022, Manager
- 1943, 9. Juli, Elmar Schwertheim; † 5. November 2022, Althistoriker und Epigraphiker
- 1944, 24. Januar, Klaus Müller; † 1. April 2023, Politiker (CDU) und ehemaliger Bürgermeister der Stadt Iserlohn
- 1944, 24. Juli, Renate Düttmann-Braun, Politikerin (CDU), Landtagsabgeordnete in Nordrhein-Westfalen
- 1945, 25. Juni, Klaus Hilgemann, † 3. Februar 2022 in Münster, Bibliothekar
- 1946, 21. Mai, Erwin Kostedde, Fußballnationalspieler, bis 1967 bei Preußen Münster
- 1946, 26. Oktober, Dieter Stosberg, Fußballspieler
- 1947, 13. April, Ulrich Hinse, Kriminaldirektor und Schriftsteller
- 1947, 9. Mai, Steffi Stephan (eigentlich Karlgeorg Stephan), Rockmusiker im Panikorchester für Udo Lindenberg sowie für Peter Maffay, Musikproduzent, Betreiber des Jovel in Münster
- 1948, 2. April, Hendrik Snoek, Springreiter
- 1948, 24. April, Helmut Kalthoff, Fußballfunktionär und -trainer
- 1948, 2. Mai, Werner Schulze-Erdel, Moderator und Schauspieler
- 1948, 28. Oktober, Wolfgang Hölker, Verleger
- 1948, 14. November, Annedore Richter, Volleyballspielerin und -trainerin
- 1948, 16. November, Horst Bertram; † 27. Mai 2023, Fußballtorwart und -trainer
- 1948, 23. Dezember, Mechthild Großmann, Schauspielerin und Tänzerin
- 1949, 24. Mai, Erich Kasten, Ethnologe
- 1949, 11. August, Benedikt Hopmann, Jurist und Politiker
- 1949, 20. August, Sigurd Wendland, Maler und Grafiker
- 1949, 23. August, Broder J. Merkel, Hydrogeologe und Hochschullehrer
- 1949, 25. September, Peter Hucklenbroich, Medizinhistoriker
- 1950, 12. Oktober, Ulrich Brandenburg, Diplomat, Botschafter der Bundesrepublik Deutschland
- 1950, 22. Oktober, Bernd-Ulrich Hergemöller, Historiker und Autor

### 1951–1975
- 1951, Matthias Schmidt-Ohlemann, Mediziner, Orthopäde
- 1951, Reinhold Schmidt, Unternehmer und Verleger
- 1951, 19. Februar, Lothar Blickensdorf, Künstler (Künstlername Lo Graf von Blickensdorf)
- 1951, 19. Juli, Karl Heinz Krekeler; † 23. Mai 2020, Fußballspieler
- 1951, 26. Juli, Reinhard Stupperich, Archäologe
- 1951, 5. Oktober, Detlev Jöcker, Sänger, Komponist und Verleger
- 1951, 21. Dezember, Willi Kellers, Schlagzeuger
- 1952, 18. Februar, Claudia Huerkamp, Historikerin
- 1952, 24. Mai, Martin M. Winkler, Altphilologe und Medienhistoriker
- 1952, 11. Juni, Günther E. Buchholz, Zahnarzt, Verbands-Vizepräsident
- 1953, 3. Januar, Doris Kaufmann, Historikerin
- 1953, 31. März, Petra von Breitenbach, Künstlerin
- 1953, 11. Juni, Volker Ladenthin, Erziehungswissenschaftler
- 1953, 9. August, Carl-Ludwig Thiele, Politiker (FDP)
- 1953, 25. September, Manfred Billinger; † 10. Februar 2001 in Hamm, Künstler
- 1954, Peter Franke, Jurist, Vizepräsident der Bundesnetzagentur
- 1954, 9. März, Matthias Matussek, Journalist und Publizist
- 1954, 17. April, Ulrike Brandenburg; † 24. Mai 2010 in Aachen, Präsidentin der Deutschen Gesellschaft für Sexualforschung
- 1954,  6. Mai, Jan Vering; † 1. Januar 2021 in Wilnsdorf, Gospelsänger, Zeitungsredakteur und Dramaturg
- 1954, 31. Juli, Martin Gertler, Journalist
- 1955, Ulrich Foerste, Jurist und Hochschullehrer
- 1955, 29. Juni, Peter Fonk, Moraltheologe, Lehrstuhlinhaber in Passau, päpstlicher Ehrenkaplan
- 1955, 26. Juli, Karl-Otto König, deutscher Diplomat
- 1955, 27. Juli, Uwe Wolff, Kulturwissenschaftler
- 1956, Theodor Dopheide, Synchronregisseur und Dialogbuchautor
- 1956, 3. Februar, Rainer Wittkamp; † 29. Dezember 2020, Schriftsteller und Regisseur
- 1956, 16. Februar, Irene Becker, Diplom-Kauffrau, Unternehmensberaterin und Buchautorin
- 1956, 9. März, Christoph Poppen, Dirigent und Violinist
- 1956, 13. Juli, Günther Jauch, Fernsehshowmaster und Fernsehjournalist
- 1956, 20. Juli, Andreas Robert Roth, Jurist und Hochschullehrer
- 1957, Günther Huesmann, Musikjournalist und Jazzautor
- 1957, Uwe Kamenz, Wirtschaftswissenschaftler, Hochschullehrer
- 1957, 4. Februar, Peter Gerloff, Pfarrer, Liedermacher
- 1957, 12. Juli, Götz Alsmann, Musiker und Moderator
- 1957, 9. Oktober, Ulrike M. Dierkes, Journalistin und Autorin
- 1957, 26. Dezember, Dirk-Ulrich Mende, Politiker (SPD), Oberbürgermeister von Celle, Mitglied des Deutschen Bundestages
- 1958, Christoph Pöggeler, Bildhauer, Maler und Grafiker
- 1958,  27. April, Christoph Achenbach, Manager, Vorstandsvorsitzender der KarstadtQuelle AG
- 1958, 10. Mai, Ralf Zumdick, Fußball-Bundesliga-Torwart und Trainer, 1976–81 bei Preußen Münster
- 1958, 4. Juni, Ludger Kühnhardt, Politikwissenschaftler, Direktor des ZEI der Universität Bonn
- 1958, 25. Dezember, Ulrich Berges, Alttestamentler
- 1959, 19. März, Peter Pit Witt, Jazz-Musiker
- 1959, 14. Mai, Ulrike Buchholz, Sprachwissenschaftlerin und Hochschullehrerin
- 1959, 15. Mai, Margaretha Sudhof, Rechtswissenschaftlerin und politische Beamtin (SPD)
- 1959, 28. Oktober, Andreas Scholl, Archäologe, Direktor der Antikensammlung Berlin
- 1959, 9. Dezember, Dieter Giebken, Radrennfahrer
- 1959, 15. Dezember, Matthias Schneider, Musikwissenschaftler, Hochschullehrer für Kirchenmusik
- 1960, Andreas Kaling, Jazzmusiker
- 1960, 7. Januar, Mareile Flitsch, Ethnologin und Sinologin
- 1960, 26. Februar, Oliver Wessel-Therhorn; † 12. November 2010, Tänzer, Tanzsporttrainer und Choreograf
- 1960, 27. April, Birgit Jeggle-Merz, römisch-katholische Theologin und Hochschullehrerin
- 1960, 28. April, Thomas Brockmann, Historiker, Kirchenhistoriker und Hochschullehrer
- 1960, 11. Mai, Franz-Josef Arlinghaus, Historiker
- 1960, 3. Juni, Sigrid Terstegge, Volleyballerin des Jahres 1986 und 353-fache Nationalspielerin
- 1960, 23. Oktober, Georg Rose, Journalist, Hörfunk-Chefredakteur
- 1961, 2. Februar, Thomas König, Politikwissenschaftler und Hochschullehrer
- 1961, 5. März, Christian Koenig, Rechtswissenschaftler und Hochschullehrer
- 1961, 18. Mai, Thomas Bille, Journalist und Moderator
- 1961, 1. Juni, Vera Junker, Juristin, politische Beamtin und Politikerin (SPD)
- 1961, 15. August, Hans-Eckhard Sommer, Jurist und Politiker (CSU), Präsident des Bundesamtes für Migration und Flüchtlinge
- 1962, Sabine Saphörster-Heimbach, Journalistin und Ministerialbeamtin
- 1962, 9. Januar, Monika Grütters, Politikerin (CDU), Mitglied des Bundestages
- 1962, 9. Januar, Martin Schulze Wessel, Historiker und Hochschullehrer
- 1962, 9. Februar, Martin Schmidt, Prähistoriker
- 1962, 15. Februar, Harald Kügler, Fußballspieler
- 1962, 2. Mai, Andreas Steppuhn, Politiker (SPD), ehem. Mitglied des Bundestages und des Landtages Sachsen-Anhalt
- 1962, 16. Mai, Anna Justice; † 18. April 2021, Filmregisseurin und Drehbuchautorin
- 1962, 4. Juli, Ellen Rehm, Altorientalistin
- 1962, 22. August Axel Klein, Musikwissenschaftler und Sachbuchautor
- 1962, 24. September, Thomas Rusche, Unternehmer und Wirtschaftsethiker
- 1962, 26. September, Bernhard Sterz, Verwaltungsjurist, ehemaliger Justizstaatssekretär Sachsen-Anhalt
- 1962, 30. Oktober, Harald Gesterkamp, Schriftsteller und Journalist
- 1963, Uwe Gaul, Verwaltungsbeamter und Politiker, Staatssekretär in Sachsen
- 1963, Michael Heidinger, Politiker (SPD), Bürgermeister der Stadt Dinslaken
- 1963, Seraphina Lenz, Künstlerin
- 1963, 7. Januar, Stefan Sommer, Manager bei der Volkswagen AG und Vorstandsvorsitzender der ZF Friedrichshafen AG
- 1963, 26. Februar, Christian Voß; † 10. Januar 2000 auf der A1 bei Oyten, Volleyball- und Beachvolleyballspieler
- 1963, 30. März, Michael Düring, Slawist und Hochschullehrer
- 1963, 4. Juli, Ute Lemper, Schauspielerin und Sängerin
- 1963, 27. Juli, Ralf Niermann, Politiker (SPD), Landrat des Kreises Minden-Lübbecke
- 1963, 12. Oktober, Ingo-Rolf Weiss, Sportfunktionär, Präsident des Deutschen Basketball Bundes
- 1963, 11. Dezember, Leopold Hüffer, deutsch-schweizerischer Psychologe, Unternehmensberater und Autor[3]
- 1963, 21. Dezember, Monica Rüthers, Schweizer Historikerin und Hochschullehrerin
- 1964, Birgit Wildeman, Organistin
- 1964, 5. März, Staffan Müller-Wille, deutsch-schwedischer Wissenschaftshistoriker und Hochschullehrer
- 1964, 22. April, Hajo Schumacher, Journalist und Autor
- 1964, 9. Mai, Dietwald Gruehn, Univ.-Professor für Landschaftsökologie und Landschaftsplanung
- 1964, 9. Mai, Matthias Wemhoff, Archäologe und Museumsdirektor
- 1965, Markus Busch, Drehbuchautor und Regisseur
- 1965, Dorette Hugo, Synchronsprecherin
- 1965, Martin Kaltwasser; † 29. Oktober 2022 in Berlin, Künstler
- 1965, Jörg Rühl, Schauspieler
- 1965, 4. März, Westbam, bürgerlicher Name Maximilian Lenz, DJ
- 1965, 27. März, Markus Lewe, Politiker (CDU), Oberbürgermeister der Stadt Münster
- 1965, 8. Mai, Uwe Karst, Chemiker und Hochschullehrer
- 1965, 11. Mai, Guido Maria Kretschmer, Mode-Designer
- 1965, 14. Mai, Clemens Richert, Chemiker
- 1965, 21. Mai, Herwig Baier, Biologe
- 1965, 3. Juni, Kristina Vogt, Politikerin (Die Linke)
- 1965, 14. Juli, Birgitta Wolff, Wirtschaftswissenschaftlerin, Hochschulpräsidentin, Politikerin (CDU)
- 1965, 3. September, Stefan Dohr, Hornist
- 1965, 30. September, Lioba Baving, Psychologin und Professorin an der Universität Kiel
- 1965, 2. November, Gregor von Fürstenberg, römisch-katholischer Theologe, Hilfswerk-Vizepräsident und Autor
- 1965, 30. November, Jörg Rühl, Schauspieler
- 1966, Ansgar Hüning, Sänger (Bariton)
- 1966, Dominik Schneider, Mediziner, Pädiater und Hochschullehrer
- 1966, 7. Februar, Martin Berges, politischer Beamter (CDU)
- 1966, 8. März, Khalid Khan, Handballtrainer und Handballspieler
- 1966, 8. April, Bernd Schröder, Unternehmer und Fußballfunktionär
- 1966, 19. April, Klaus Winterkamp, Generalvikar von Münster
- 1966, 24. Juli, Uwe Leifeld, Fußballspieler
- 1966, 12. August, Heinz Wöstmann, Jurist, Richter am Bundesgerichtshof
- 1966, 6. Dezember, Kerstin Griese, Politikerin (SPD)
- 1967, Stephan von Dassel, Politiker, Bezirksbürgermeister des Berliner Bezirks Mitte
- 1967, 9. Januar, Klaus Filbry, Fußballfunktionär und Sportökonom
- 1967, 27. Januar, Klaus Brinkbäumer, Journalist
- 1967, 24. Februar, Olaf Arlinghaus, Autor
- 1967, 20. März, Wulf Schmiese, Historiker und Journalist
- 1967, 20. Juni, Nele Neuhaus, Kriminalautorin
- 1967, 31. August, Stefan Brasas, Fußballtorwart
- 1967, 12. September, Robert Lambrou, Politiker (AfD)
- 1967, 9. Oktober, Maurice Banach; † 17. November 1991 bei Remscheid, Fußballspieler
- 1967, 3. November, Roland Hardenberg, Professor für Ethnologie
- 1968, Rüdiger Wilhelmi, Jurist und Hochschullehrer
- 1968, 21. März, Ralf Spenneberg, Fachbuchautor und Linux-Dozent
- 1968, 1. April, Ingrid Klimke, Dressur- und Vielseitigkeitsreiterin
- 1968, 18. Juni, Frank Montenbruck, Schauspieler
- 1968, 22. Juli Stephan Brüggenthies, Autor und Filmemacher
- 1968, 15. August, Silke Super, Radio- und Fernsehmoderatorin
- 1968, 23. Dezember, Carsten Cramer, Jurist, Marketingfachmann und Fußballfunktionär
- 1968, 30. Dezember, Stephan Windsperger, Fußballspieler
- 1969, 3. Januar, Hermann Katzenstein, Politiker (Bündnis 90/Die Grünen)
- 1969, 18. Juni, Andreas Ewels, Journalist und Regisseur (ZDF)
- 1969, 12. August, Tanita Tikaram, britische Musikerin
- 1969, 17. Oktober, Reinhard Geise, Fußballspieler
- 1969, 10. November, Astrid Wallrabenstein, Juristin
- 1969, 13. November, Knut Hartwig, Fußballspieler
- 1970, Anselm Tiggemann, Historiker und Politologe
- 1970, 2. Juni, Dr. Ring-Ding, bürgerlicher Name Richard Jung, Ska- und Reggae-Musiker
- 1971, Markus Dreßen, Professor für Grafikdesign an der HGB Leipzig
- 1971, Katharina Martin, Numismatikerin
- 1971, 7. April, Peter Hoeltzenbein, Ruderer
- 1971, 15. Juli, Sven Telljohann, Schachspieler
- 1971, 21 Juli, Luise Hölscher, Ökonomin, Hochschullehrerin und Politikerin (CDU)
- 1972, Klaus Hermann, Deutscher Meister im Taekwondo
- 1972, Ulrike Möschel, Bildhauerin
- 1972, 11. Februar, Markus Happe, Fußballspieler
- 1972, 15. März, Holger Stromberg, Küchenmeister, Fernsehkoch und Autor
- 1972, 21. April, Kitty Hoff, bürgerliche Kathrin Kim, geb. Oberhoff, Sängerin, Musikerin und Komponistin
- 1972, 2. Juni, Philipp Roth, Drehbuchautor
- 1972, 10. Juli, Katharina von Koppenfels-Spies, Juristin und Professorin
- 1972, 21. September, Alexander Heisterkamp, Physiker
- 1972, 15. Dezember, Roland Evers, Sportjournalist
- 1973, Meik Zülsdorf-Kersting, Geschichtsdidaktiker
- 1973, 2. April, Jan Vahrenhold, Informatiker
- 1973, 19. Juni, Fabian Jacobi, Rechtsanwalt und Politiker, MdB (AfD)
- 1973, 3. August, Markus Schmitz, Manager bei der Bundesagentur für Arbeit
- 1973, 10. September, Henning Rehbaum, Politiker (CDU), Mitglied des Bundestages
- 1973, 11. Dezember, Alexander Morsey, Jazzmusiker
- 1973, 17. Dezember, Claudia Biene, Leichtathletik-Behindertensportlerin
- 1974, Jan Niklas Fingerle, Diplom-Informatiker und Politiker (Piratenpartei)
- 1974, Christian Peitz, Pädagoge, Autor und Hörspiel-Produzent
- 1974, Dietrich Thomas, Jazzpianist
- 1974, 27. März, Felicitas von Lovenberg, Journalistin und Autorin
- 1974, 22. Juli, Franka Potente, Schauspielerin
- 1974, 6. September, Ralf Bormann, Kunsthistoriker und Ausstellungskurator
- 1974, 11. Dezember, Christian Peitz, Autor und Hörspiel-Produzent
- 1975, Svenja Flaßpöhler, Autorin
- 1975, Thomas Pletzinger, Schriftsteller und Übersetzer
- 1975, Martin Schwegmann, Architekt und Stadtforscher
- 1975, Harald Sievers, Politiker (CDU), Landrat des Landkreises Ravensburg
- 1975, Henrik Simojoki, evangelischer Theologe und Religionspädagoge
- 1975, Sibylle Springer, Malerin
- 1975, Frederik Steiner, Regisseur und Drehbuchautor

### 1976–2000
- 1976, 27. Januar, Stefan Nacke, Politiker (CDU), Abgeordneter im Deutschen Bundestag
- 1976, 6. Mai, Victoria Mayer, Schauspielerin
- 1976, 1. Juni, Marc Henrichmann, Politiker (CDU), Abgeordneter im Deutschen Bundestag
- 1976, 12. September, Anna Kubin, Schauspielerin und Sprecherin
- 1977, 2. Februar, Antje Mönning, Schauspielerin, Produzentin und Filmkomponistin
- 1977, 30. März, Maren Jasper-Winter, Politikerin (FDP)
- 1977, 8. Mai, Kathrin Bringmann, Mathematikerin und Hochschullehrerin
- 1977, 16. Mai, Sarah Esser, Bildhauerin
- 1977, 14. Juni, Constanze Priester, Schauspielerin
- 1977, 19. Juli, Michael Bröcker, Journalist
- 1977, 18. Juli, Tobias Rösmann, Journalist, Kommunikationsmanager und politischer Beamter (CDU)
- 1977, 18. Oktober, Johannes Becker, Wirtschaftswissenschaftler und Hochschullehrer
- 1977, Sebastian Schaefer, Schriftsteller
- 1978, 26. Februar, Nils Drube, Fußballtrainer
- 1978, 9. August, Jens Bäumer, Fußballspieler
- 1978, Sibylle Baumbach, Literaturwissenschaftlerin
- 1979, Stephan Orth, Journalist und Autor
- 1980, 1. April, Dennis Kruppke, Fußballspieler
- 1980, 20. Juni, Fabian Wegmann, Radrennfahrer
- 1981, 10. Mai, Ulrich Faßnacht, Schauspieler und Sänger
- 1981, 2. Juni, Florian Füntmann, Gitarrist
- 1981, 30. Juni, Alissa Jung, Schauspielerin
- 1981, 13. September, Mariha (Eva Maria Meyer), Schauspielerin und Singer-Songwriterin
- 1981, 26. Dezember, Johannes Oerding, Popsänger u. Songwriter
- 1982, 3. Januar, Texas Patti, Pornodarstellerin
- 1982, 19. Januar, Robin tom Rink, Musiker und Textdichter
- 1982, 7. Mai, Christian Flüthmann, Fußballspieler und -trainer
- 1982, 6. Juli, Julius Brink, Beachvolleyballspieler
- 1982, 16. September, Linus Gerdemann, RadrennfahrerLinus Gerdemann

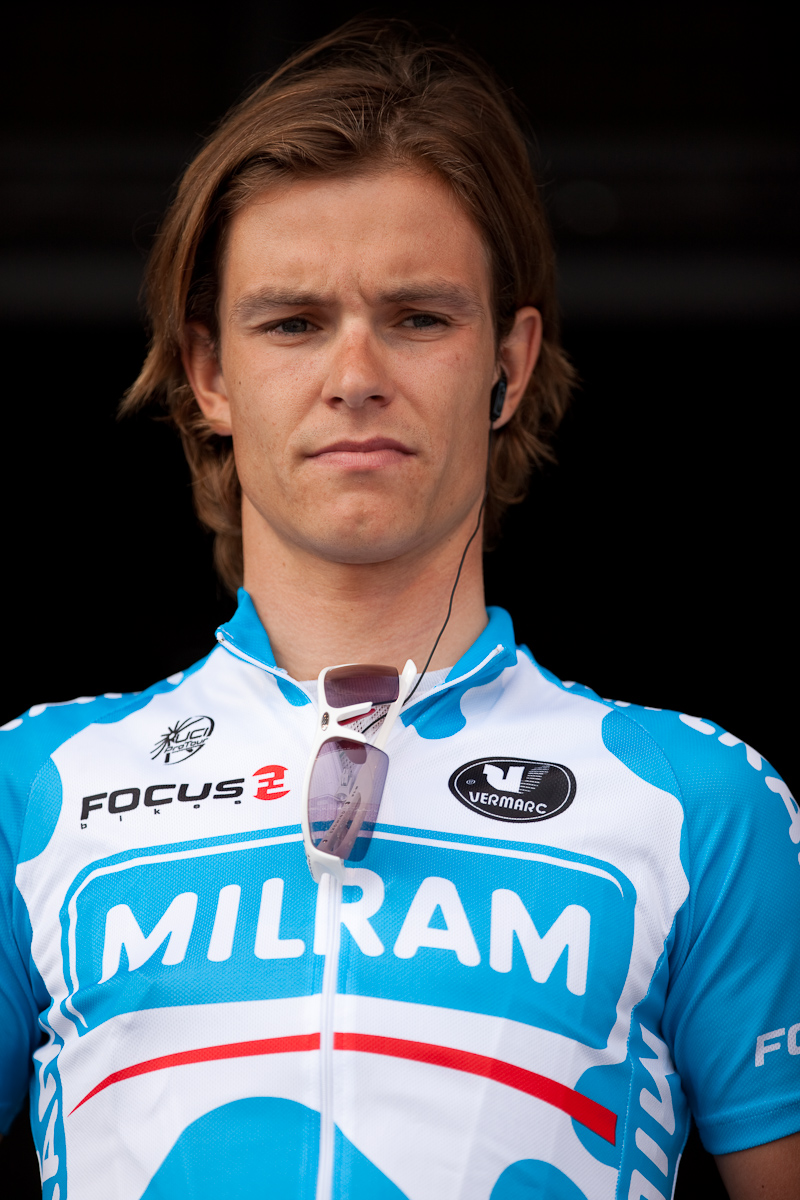
Linus Gerdemann

- 1982, Florian Schmidtke, Schauspieler
- 1983, 2. März, Clara Woltering, Handballspielerin
- 1983, 1. Mai, Benny Brown, Jazzmusiker
- 1983, 28. August, Christian Pander, Fußballspieler
- 1983, 17. September, André Poggenborg, Fußballtorwart und -torwarttrainer
- 1983, 23. Oktober, Denis Berken, Volleyball- und Beachvolleyballspieler
- 1984, Mháire Stritter, Journalistin und Schriftstellerin
- 1984, 16. Oktober, Caroline Ruhnau, Schwimmerin
- 1984, 6. Dezember, Jörn Ratering, Buchautor und Ethnologe
- 1985, 27. August, Jil Döhnert, Volleyballspielerin
- 1985, 18. September, Stefanie Golla, Volleyballspielerin
- 1985, 9. Oktober, Raphael Möllers, Volleyballspieler
- 1985, 8. November, Lisenka Sedlacek, Schauspielerin
- 1985, 30. Dezember, Pia Tillmann, Schauspielerin, Model und Moderatorin
- 1986, 10. Juni, Dominik Schwarzer, Sänger, Songwriter, Komponist und Musikproduzent
- 1986, 17. Juni, Dominik Paul Weber, Theater- und Filmschauspieler
- 1986, 10. August, Charlotte Potts, Journalistin und Fernsehmoderatorin
- 1986, 30. September, Max von Einem, Jazzmusiker
- 1987, 7. Mai, Jörn Neumeister, Fußballspieler
- 1987, 15. Oktober, Ole Kittner, FußballspielerTeresa Mersmann

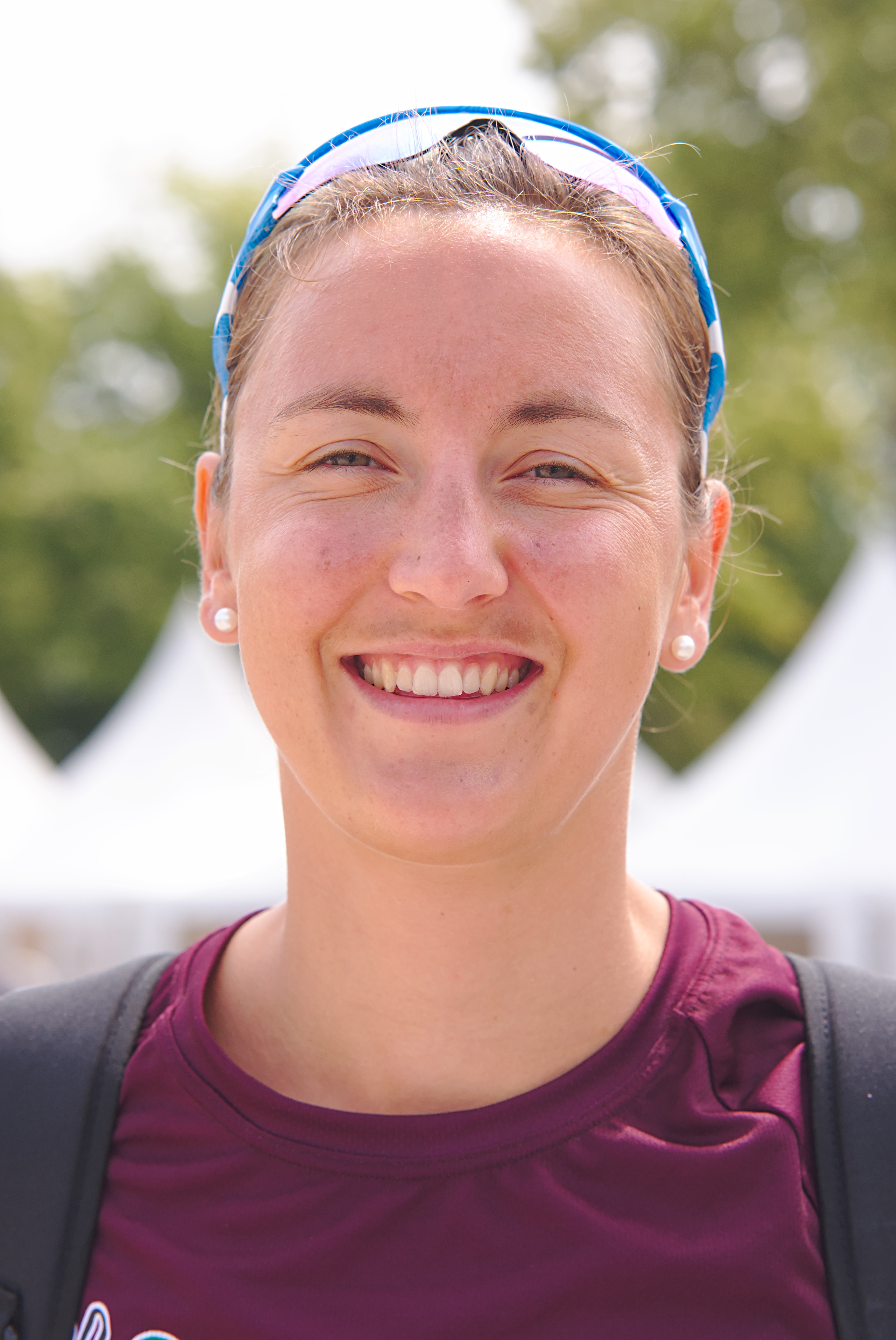
Teresa Mersmann

- 1988, Hanna Zimmermann, Moderatorin und Redakteurin
- 1988, 18. Juni, Massih Wassey, Fußballspieler
- 1988, 18. Juli, Marc Lorenz, Fußballspieler
- 1989, 12. Januar, Kevin Kerr, schottischer Fußballspieler
- 1990, 4. Februar, Marcel Kandziora, Fußballspieler
- 1990, 18. April, Teresa Mersmann, Volleyball- und Beachvolleyballspielerin
- 1991, 19. April, Julian Westermann, Fußballspieler
- 1992, 5. Januar, Jannis Schliesing, Fußballspieler
- 1992, 5. März, Anja Berger, Fußballtorhüterin
- 1993, 8. Januar, Semih Dağlar, Fußballspieler
- 1993, 16. Januar, Theresa Gröninger,Politikerin (CDU), Mitglied der Bremischen Bürgerschaft
- 1993, 9. April, Hanna Steinmüller, Politikerin, Mitglied des Bundestages
- 1993, 11. Juni, Gerrit Nieberg, Springreiter
- 1994, 28. April, Franziska Brandmann, Politikerin (FDP)
- 1994, 5. Juli, Bernd Schipmann, Fußballtorwart
- 1994, 19. September, Felix Brummel, Ruderer
- 1995, 28. Februar, Leif Berger, Jazzmusiker
- 1996, 7. April, Steffen Nkansah, Fußballspieler
- 1996, 3. Mai, Lennart Stoll, Fußballspieler
- 1996, 28. September, Luca Steinfeldt, Fußballspieler
- 1996, 25. Dezember, Josepha Walter, Schauspielerin und Synchronsprecherin
- 1997, 18. Juni, Dominik Reimann, Fußballtorwart
- 1997, 28. Juni, David Sauerland, Fußballspieler
- 1999, 15. Januar, Tim Sechelmann, Fußballspieler
- 1999, 9. September, Julian Conze, Fußballspieler
- 2000, 9. Februar, Yassin Ibrahim, Fußballspieler
- 2000, 29. Februar, Cyrill Akono, Fußballspieler
- 2000, 27. Dezember, Paul Krohne, Dartspieler

### Ab 2001
- 2001, 15. Januar, Alaa Bakir, Fußballspieler
- 2001, 17. April, Julian Niehues, Fußballspieler
- 2001, 13. Juni, Maria Luisa Grohs, Fußballtorhüterin
- 2001, 27. Juli, Lasse Rieß, Fußballspieler
- 2002, 2. September, Erika Kildau, Volleyballspielerin
- 2003, 23. März, Caspar Jander, Fußballspieler

## Mit Münster verbunden
Mit Münster in Verbindung stehende Persönlichkeiten. Auflistung chronologisch nach Geburtsdatum:

### Geboren bis 1800
- Liudger (um 742–809), Heiliger, Missionar und erster Bischof von Münster, Namensgeber von Ludgerikirche, Ludgeriplatz und Collegium Ludgerianum in Münster.
- Hermann II. von Katzenelnbogen (* 1130 oder 1140–1203), Bischof von Münster, Vertrauter von Kaiser Friedrich I. (HRR) Barbarossa
- Engelbert von Deckenbrock (* vor 1266); Burgmann in Ahaus, erster Droste des Domkapitels Münster, Schöffe (historisch) von Münster, Kämmerer des adeligen Damenstifts Überwasser in Münster und Gutsbesitzer.
- Evert van Roden, Bildhauer der Spätgotik
- Rudolf von Langen (* um 1438–1519), Domkanoniker in Münster und Frühhumanist
- Josef Horlenius (1460–1521), Humanist und Poet
- Heinrich Brabender (um 1475– um 1537), Bildhauer
- Franz Graf von Waldeck (* wahrscheinlich 1491–1553), 1532–1553 Bischof von Münster und Osnabrück, Hauptwidersacher der münsterischen Täufer
- Bernd Rothmann (Bernhard Rottmann) (1495–nach 1535), Prediger in St. Lamberti, geistiger Kopf der Täufer in Münster
- Bernd Krechting (vor 1500–1536), einer der Führer der münsterischen Täufer
- Heinrich Krechting (1501–1580), einer der Führer der münsterischen Täufer, später „Reichskanzler“ des Täuferreichs von Münster
- Bernhard von Raesfeld * 9. November 1508 auf Haus Hameren bei Billerbeck; † 18. April 1574 in Münster, Bischof von Münster
- Jan van Leiden (1509–1536), einer der Führer der Täufer, später König des Täuferreichs von Münster
- Hermann von Kerssenbrock, * 1519 in Barntrup; † 5. Juli 1585 in Osnabrück, langjähriger Rektor des Gymnasiums Paulinum in Münster
- Gottfried von Raesfeld, * 1522; † 1586, Domdechant von Münster, Gründer des Jesuitenkollegs Münster
- Johann IV. von Hoya, * 1529; † 5. April 1574, seit 1566 als Johann III. Bischof von Münster, führte die Beschlüsse des Konzil von Trient im Bistum Münster ein
- Everwin von Droste zu Hülshoff, * um 1540; † 13. Juni 1604, katholischer Reformer, Bischöflicher Offizial und Dechant an der Kollegiatkirche St. Martini in Münster
- Bernhard II. von Droste zu Hülshoff, * 1542; † 1624, Bürgermeister der Stadt Münster und Besitzer von Burg Hülshoff
- Gerhard Gröninger, * 1582 in Paderborn, † 1652, Architekt und Bildhauer in MünsterJohann Conrad Schlaun

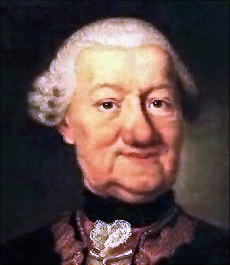
Johann Conrad Schlaun

- Christoph Bernhard von Galen, * 12. Oktober 1606 auf Haus Bisping bei Rinkerode, † 19. September 1678 in Ahaus, Fürstbischof von Münster
- Niels Stensen, * Kopenhagen 1638, † Schwerin 1686, Weihbischof in Münster 1680–1683
- Johann Conrad Schlaun, * 5. Juni 1695 in Nörde bei Warburg, † 21. Oktober 1773 in Münster, Baumeister und General
- Johann Heinrich König, * 1705 wahrscheinlich in Münster, † 8. April 1784 in Münster, Bildhauer des Spätbarock
- Franz Freiherr von Fürstenberg, * 7. August 1729 in Schloss Herdringen bei Arnsberg, † 16. September 1810 in Münster, Minister (1762–1780) und Generalvikar (1770–1809) des Bistums Münster, Verwaltungs- und Sozialreformer
- Johann Georg Hamann, * 27. August 1730 in Königsberg, † 21. Juni 1788 in Münster, Philosoph und Schriftsteller, Fürstin Amalie von Gallitzin holte ihn 1787 nach Münster
- Heinrich-Johann von Droste zu Hülshoff, * 23. Januar 1735; † 5. April 1798, Komtur (Deutscher Orden) der Kommende Ramersdorf, Ratsgebietiger der Ballei Schloss Alden Biesen, fürstbischöflicher Generalleutnant und Gouverneur von Münster
- Gebhard Leberecht von Blücher, * 16. Dezember 1742 in Toitenwinkel bei Rostock, † 12. September 1819 in Krieblowitz (Schlesien), preußischer Generalfeldmarschall, 1802–06 Militärgouverneur der Provinz Westfalen in Münster
- Fürstin Amalie von Gallitzin, * 28. August 1748 in Berlin, † 27. April 1806 in Münster, gründete den Münsterschen Kreis, Goethe besuchte sie 1792 in Münster
- Graf Friedrich Leopold zu Stolberg-Stolberg, * 7. November 1750 in Bramstedt, † 5. Dezember 1819 im Schloss Sondermühlen bei Osnabrück, Dichter, Mitglied des Münsterschen Kreises der Fürstin Gallitzin
- Bernhard Heinrich Overberg, * 1. Mai 1754 in Voltlage, † 9. November 1826 in Münster, katholischer Theologe und PädagogeFreiherr vom Stein

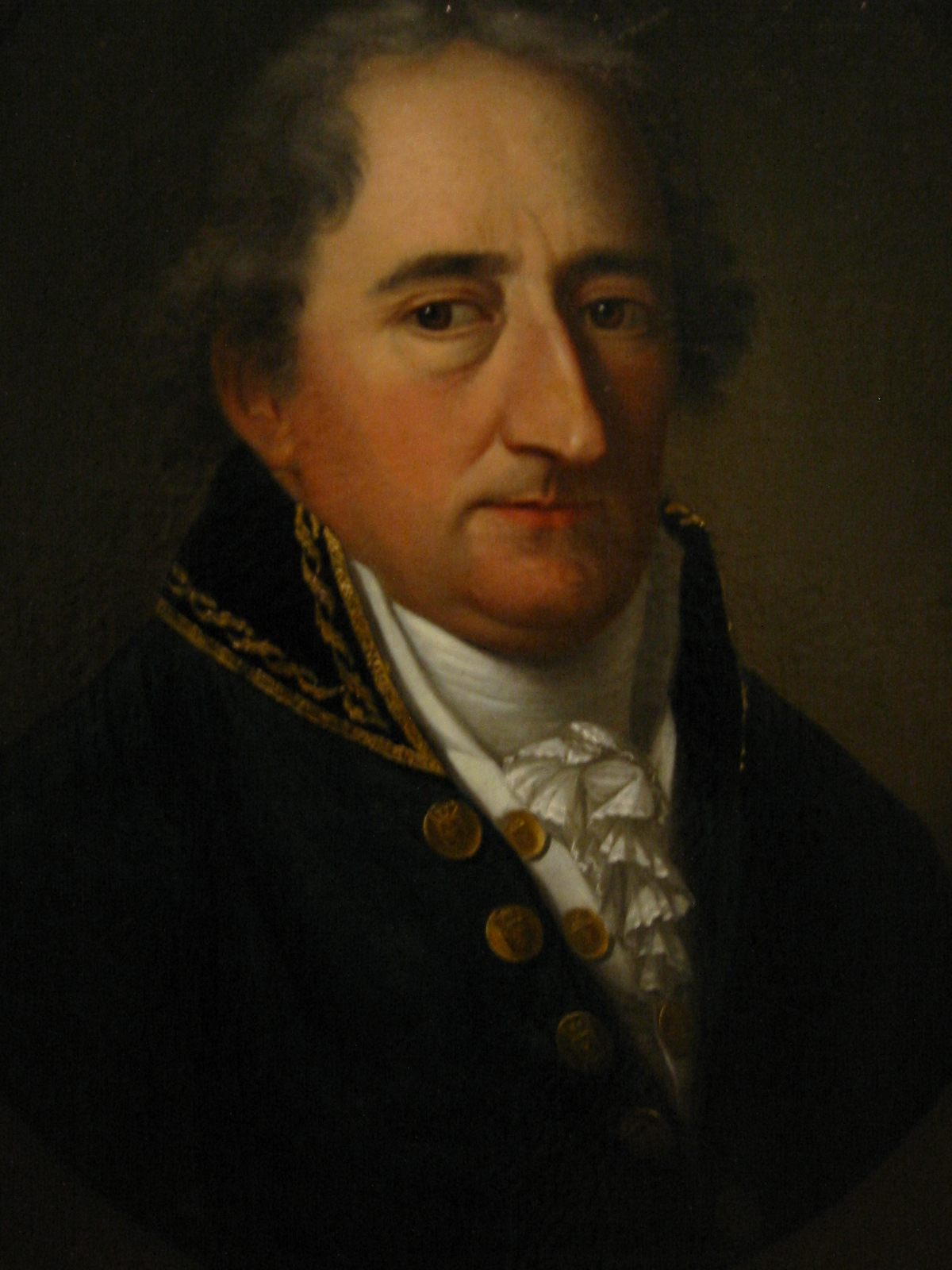
Freiherr vom Stein

- Maria Johanna von Aachen, * 21. April 1755 in Vechta; † 21. Januar 1845 in Münster, Dichterin; gehörte dem Droste-Hülshoff-Freundeskreis an
- Heinrich Friedrich Karl Freiherr vom Stein, * 26. Oktober 1757 in Nassau, † 29. Juni 1831 in Cappenberg (Westfalen), preußischer Staatsmann und Reformer
- Clemens August von Vagedes, * 1760, † 3. Dezember 1795, Baumeister in Westfalen; aufgewachsen in Münster
- Anton Wilhelm Möller (* 25. August 1762 in Lippstadt; † 10. Mai 1846 in Münster), Oberkonsistorialrat und Begründer der evangelischen Gemeinde
- Maximilian-Friedrich von Droste zu Hülshoff * 22. Oktober 1764 in Burg Hülshoff, † 8. März 1840 in Haus Alst bei Steinfurt, Komponist, Freund Joseph Haydns; wirkte von 1803 bis 1832 in Münster
- Johann Heinrich Brockmann, * 4. März 1767 in Liesborn, † 27. September 1837 in Münster, Stiftsdekan und Pfarrer von St. Martini, Domprediger und Dompropst sowie Professor der Theologie an der örtlichen Hochschule
- Clemens August Droste zu Vischering, * 22. Januar 1773 in Vorhelm bei Ahlen, † 19. Oktober 1845 in Münster, Weihbischof im Bistum Münster, 1835–45 Erzbischof von Köln
- Johann Heinrich Schmülling, * 23. November 1774 in Warendorf; † 17. Januar 1851 in Münster, Domherr und Hochschullehrer der Universität Münster
- Karl Carvacchi, * 23. August 1791 in Braunsberg, † 10. Mai 1869 in Kassel, war Bevollmächtigter von Kurhessen beim Zollverein und betätigte sich in der Archäologie und historischen Forschung in und um Münster
- Annette von Droste-Hülshoff, * 10. Januar 1797 auf Burg Hülshoff bei Münster, † 24. Mai 1848 in Meersburg am Bodensee, Dichterin
- Jodocus Donatus Hubertus Temme (1798–1881), Politiker, Jurist und Schriftsteller, Vizepräsident des Oberlandesgerichts in Münster, neun Monate in Münster inhaftiert

### Geboren im 19. Jahrhundert
- Christoph Bernhard Schlüter (1801–1884), Dichter und Philosoph, Mentor der Dichterin Annette von Droste-Hülshoff.
- Albert Lortzing (1801–1851), Komponist, Schauspieler und Sänger, lebte und arbeitete 1826–1833 in Münster
- Bernhard Quante (1812–1875), katholischer Geistlicher, Chorleiter und Musikpädagoge, Domchordirektor in Münster, Leiter des Collegium Gregorianum
- Josef Seiler, * 15. Januar 1823 in Lügde, Westfalen; † 29. Mai 1877 in Münster, Dichter, Komponist und Organist an der St.-Mauritz-Kirche
- Johann Wilhelm Hittorf, * 27. März 1824 in Bonn, † 28. November 1914 in Münster, Physiker
- Joseph Ferdinand Westhoff (* 20. November 1812 in Nottuln; † 18. Mai 1870 in Münster; auch bekannt unter dem Pseudonym G. Ungt), Jurist und Schriftsteller
- Heinrich von Droste zu Hülshoff (* 23. Februar 1827 in Burg Hülshoff; † 9. Februar 1887 ebenda), Landrat von Münster, Mitgründer der Deutschen Zentrumspartei, Besitzer von Gut Hülshoff.
- Julius Otto Grimm, * 6. März 1827 in Pernau (Livland); † 7. Dezember 1903 in Münster, Komponist und Musiker
- Baron Gisbert von Romberg, * 20. Juli 1839 auf Schloss Buldern bei Dülmen, † 24. November 1897 auf Schloss Buldern, westfälischer Adliger, Vorbild für den Roman Der tolle Bomberg (1923) von Josef Winckler
- August Hanemann, * 1840 in Holzminden; † 1926 in Höxter, Architekt, Stadtverordneter und Stadtrat in Münster
- Ferdinand von Droste zu Hülshoff, * 1841 auf Burg Hülshoff; † 21. Juli 1874 ebenda, Ornithologe und Schriftsteller, Mitbegründer des Zoologischen Gartens
- Augustin Wibbelt, * 19. September 1862 in Vorhelm bei Ahlen, † 14. September 1947 in Vorhelm, Geistlicher und westfälischer Mundartdichter, lebte 1883–1888 und 1890–1896 in Münster
- Anton Rüller, * 26. Mai 1864 in Ascheberg, † 1936 in Münster, Bildhauer und Medailleur
- Otto Modersohn, * 22. Februar 1865 in Soest, † 10. März 1943 in Rotenburg/Wümme, Landschaftsmaler, lebte 1874–1889 in Münster
- Hermann Löns, * 28. August 1866 in Kulm bei Bromberg (Westpreußen), † 26. September 1914 bei Loivre in der Nähe von Reims (Frankreich), Journalist und Schriftsteller, lebte 1884–1887 und 1889–1891 in Münster
- Paul Krückmann, * 25. Oktober 1866 in Neukloster i. M., † 10. Oktober 1943 in Münster, Dr. iur., GehJustR., Prof. f. röm. u. bürgerl. Recht in Münster seit 1902
- Theodor Warnecke * 15. Juni 1870 in Hannover, † 25. April 1936 in Münster, Chefredakteur der Zeitung „Westfälischer Merkur“, Stadtverordneter von 1907 bis 1932, Träger des Paulus-Ordens der Stadt Münster (verliehen am 8. Januar 1932)
- Clara Ratzka, * 4. September 1872 in Hamm, † 3. November 1928 in Berlin, Schriftstellerin, lebte 1877–1894 in Münster
- Hermann Rothert, * 20. Juni 1875 in Lippstadt; † 31. Januar 1962 in Münster, Jurist, Historiker und Autor wie der dreibändigen Westfälischen Geschichte
- Georg Sperlich, * 27. April 1877 in Beuthen; † 21. Dezember 1941 in Münster, Jurist, Oberbürgermeister von Münster
- Alfred Brunswig, * 13. Juni 1877 in Plau am See; † 22. Juni 1927 in Münster, Philosoph, Dozent an der Westfälischen Wilhelms-Universität
- Clemens August Graf von Galen, * 16. März 1878 in Dinklage, † 22. März 1946 in Münster, 1933–1946 Bischof von Münster, seit 18. Februar 1946 Kardinal, am 9. Oktober 2005 in Rom seliggesprochenKardinal von Galen

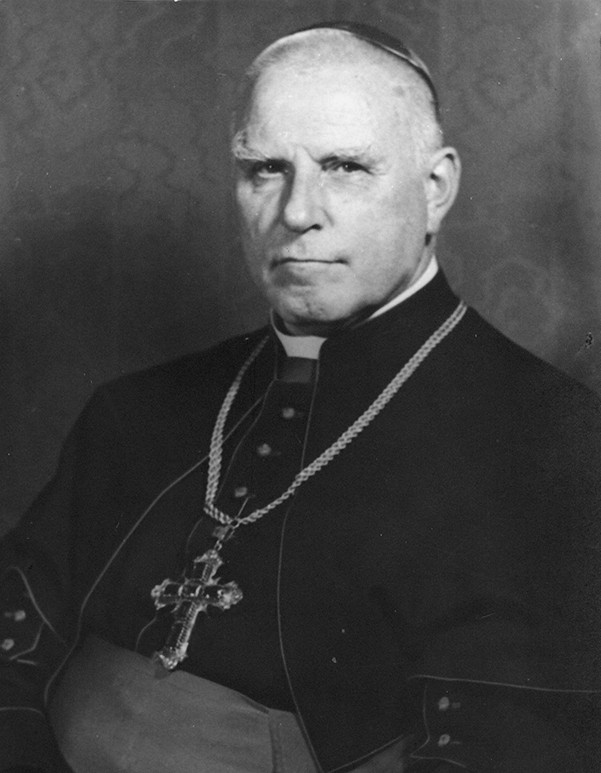
Kardinal von Galen

- Heinrich Roleff, * 25. August 1878 in Unna, † 5. November 1966 in Münster, Weihbischof, von März 1946 bis Oktober 1947 kommissarischer Leiter des Bistums Münster nach dem Tod des Kardinals von Galen
- Bernhard Poschmann, * 1. September 1878 in Heinrikau, Landkreis Braunsberg (Ostpr.), † 16. Juni 1955 in Münster, katholischer Priester und Hochschullehrer
- Marcus Krüsmann, * 11. April 1879 in Bergisch Gladbach, † 25. Februar 1964 in Münster, Jurist und, bis zur Machtergreifung durch die Nationalsozialisten, langjähriger Bürgermeister in Limburg an der Lahn; lebte, heiratete und starb in Münster
- August Benninghaus, * 7. November 1880 in Druchhorn, † 20. Juli 1942 im KZ Dachau, Jesuit, ab 1928 Exerzitienmeister und Volksmissionar im Kettelerheim in Münster, in Münster am 27. Juni 1941 verhaftet
- Johann Paul Kremer, * 6. Dezember 1883 in Stelberg bei Köln, † 8. Januar 1965 in Münster, Universitätsprofessor, NS-Täter (stellv. Lagerarzt im KZ Auschwitz-Birkenau)
- Bernhard Salzmann, * 1886 in Siegen, † 11. Februar 1959 in Münster, 1945–1954 Landeshauptmann des Provinzialverbandes Westfalen, 1953–1954 erster Direktor des Landschaftsverbandes Westfalen-Lippe
- Karl Barth, * 10. Mai 1886 in Basel, † 10. Dezember 1968 in Basel, 1925–1930 Professor für Systematische Theologie an der Westfälischen Wilhelms-Universität
- Edith Stein, * 12. Oktober 1891 in Breslau, † 9. August 1942 im KZ Auschwitz-Birkenau, Philosophin jüdischer Herkunft, zunächst Atheistin, später Karmelitin, Märtyrerin, am 11. Oktober 1998 in Rom heiliggesprochen, lehrte seit 1932 in Münster
- Martin Niemöller, * 14. Januar 1892 in Lippstadt, † 6. März 1984 in Wiesbaden, evangelischer Theologe und Widerstandskämpfer gegen den Nationalsozialismus, studierte und arbeitete 1919–1931 in Münster
- Curt Souchay, * 9. Juli 1893 in Berlin; † 16. November 1978 in Altenberge, Generalmajor, 1956–1969 Ratsherr in Münster
- Ernst Haenchen, * 10. Dezember 1894 in Czarnków, Provinz Posen; † 30. April 1975 Münster, Professor für Neues Testament
- Franz Homoet, * 25. August 1896 in Greven, † 5. März 1971 in Münster, Maler, wirkte in Münster
- Heinrich Behnke, * 9. Oktober 1898 in Hamburg; † 10. Oktober 1979 in Münster, war ein für seine Forschung in der komplexen Analysis („Münstersche Schule der komplexen Analysis“) international bekannter Mathematiker und Hochschullehrer der Westfälischen Wilhelms-Universität in Münster.

### Geboren im 20. Jahrhundert
- Hans Erich Stier, * 25. Mai 1902 in Rostock; † 28. Januar 1979 in Münster, zunächst außerordentlicher und ab 1945 ordentlicher Professor für alte Geschichte an der Westfälischen Wilhelms-Universität und CDU-Politiker
- Emmy Herzog, * 13. April 1903 in Ludwigsdorf/Oberschlesien; † 30. August 2009 in Münster, Autorin
- Karl Rahner, * 5. März 1904 in Freiburg im Breisgau; † 30. März 1984 in Innsbruck, 1967–1971 Professor für Dogmatik und Dogmengeschichte an der Westfälischen Wilhelms-Universität
- Josef Pieper, * 4. Mai 1904 in Elte bei Rheine; † 6. November 1997 in Münster, christlicher Philosoph, lehrte 1950–1976 an der Westfälischen Wilhelms-Universität
- Helmut Naunin, * 16. September 1904 in Eylau; † 22. September 2002 in Münster, Verwaltungsjurist und Erster Landesrat des Landschaftsverbandes Westfalen-Lippe von 1954 bis 1969
- Walter Jockisch, * 20. Februar 1907 in Bad Arolsen; † 1970 in Münster, Opernregisseur und -intendant; wirkte und verstarb in Münster
- Marga Spiegel, * 21. Juni 1912 in Oberaula; † 11. März 2014 in Münster, Überlebende des Holocaust und Tante von Paul Spiegel; lebte seit 1982 in Münster
- Euthymia, eigentlich Emma Üffing, * 8. April 1914 in Hopsten-Halverde; † 9. September 1955 in Münster, Clemensschwester, am 7. Oktober 2001 in Rom seliggesprochen
- Kurt Aland, * 28. März 1915 in Steglitz; † 13. April 1994 in Münster, Theologe, gründete das Institut für neutestamentliche Textforschung, lehrte, lebte und wirkte seit 1958 in Münster
- Moondog, * 26. Mai 1916 als Louis Thomas Hardin in Maryville, Kansas; † 8. September 1999 in Münster, amerikanischer Komponist
- Willi Marxsen, * 1. September 1919 in Kiel; † 1993 in Münster, 1961–1984 Professor für Neutestamentliche Einleitungswissenschaft und Theologie an der Westfälischen Wilhelms-Universität
- Karl Eugen Mummenhoff, * 17. April 1920; † 30. Mai 2005 in Münster, Kunsthistoriker und Denkmalpfleger, hatte für den Großteil seines Lebens den Wohnsitz in Münster
- Harald Deilmann, * 30. August 1920 in Gladbeck; † 1. Januar 2008 in Münster; Architekt und Autor, 1938 Abitur in Münster, entwarf mit einem jungen Architektenteam den 1956 eröffneten münsterschen Theaterneubau
- Pan Walther, * 10. November 1921 in Dresden; † 14. November 1987 in Bangkok; Photograph und Hochschullehrer, hatte seit 1950 sein Atelier in Münster
- Otto Mierzowski, * 19. Februar 1924 in Gleiwitz; † 8. Februar 2012 in Münster, Fußballtorwart
- Ruth Leuwerik, * 23. April 1924 in Essen; † 12. Januar 2016 in München, Schauspielerin, begann ihre Theaterlaufbahn 1944 in Münster
- Alfred Kelbassa, * 21. April 1925 in Buer, † 11. August 1988 in Dortmund, Fußballnationalspieler, 1952–1953 bei Preußen Münster
- Papst Benedikt XVI., bürgerlich Joseph Alois Ratzinger, * 16. April 1927 in Marktl; † 31. Dezember 2022 im Vatikan, 1963–1966 Professor für Dogmatik und Dogmengeschichte an der Westfälischen Wilhelms-Universität Papst Benedikt XVI.

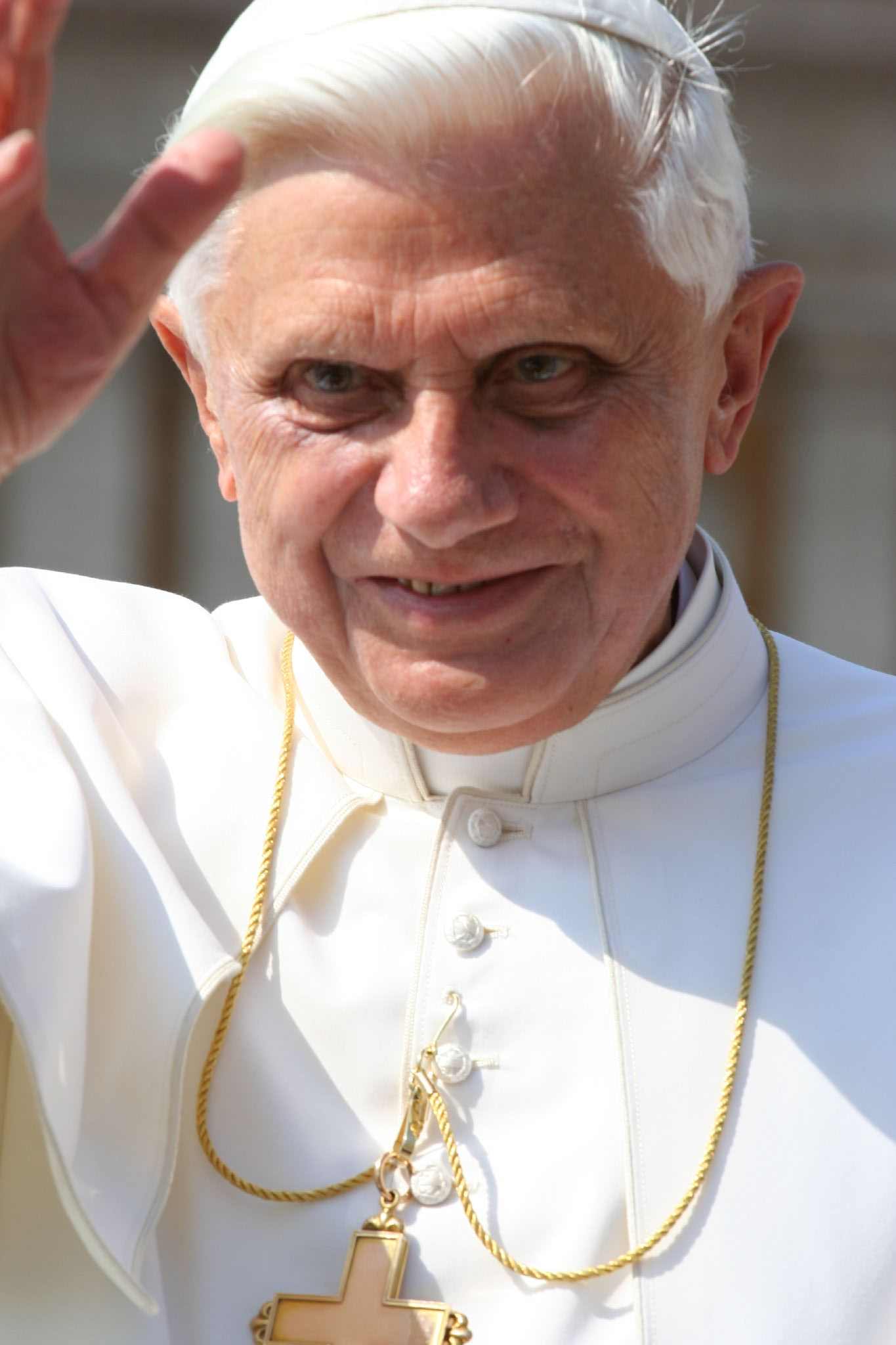
Papst Benedikt XVI.

- Rudolf Schulz, * 8. September 1926 in Lünen; † 6. August 2014, Fußballspieler und -trainer
- Herwig Blankertz, * 22. September 1927 in Lüdenscheid; † 26. August 1983 in Münster, Pädagoge, lehrte ab 1969 an der Westfälischen Wilhelms-Universität
- Reginald Gruehn, * 6. Oktober 1929 in Dorpat/Estland, Professor für Anorganische und Analytische Chemie, lebte von 1951 bis 1971 in Münster
- Horst Ilberg, * 23. Oktober 1930 in Wetter (Ruhr), Tischtennisspieler, lebt in Münster
- Adolph W. Knüppel, * 28. Juli 1933 in Ehringen; † 20. Januar 2017 in Münster, Architekt, Designer und Bildhauer
- Peter Schamoni, * 27. März 1934 in Berlin; † 14. Juni 2011 in München, Filmregisseur, Drehbuchautor und Produzent, lebte bis 1955 in Münster
- Heinz-Otto Rehage, * 30. November 1934 in Dortmund, Biologe und Naturpädagoge, zwischen 1973 und 1998 Leiter der biologischen Station am Heiligen Meer des LWL-Museums für Naturkunde
- Peter Knauer, * 5. Februar 1935 in Berlin; † 21. Juli 2024 ebenda, Theologe, Professor für Dogmatik und Fundamentaltheologie; absolvierte vom SS 1966 bis WS 1968/69 sein Promotionsstudium an der Katholisch-Theologischen Fakultät der Westfälischen Wilhelms-Universität Münster
- Rüdiger Nehberg, * 4. Mai 1935 in Bielefeld; † 1. April 2020 in Rausdorf (Holstein), absolvierte seine Konditorlehre in der Ludgeristraße in Münster
- Heribert Meffert, * 11. Mai 1937 in Oberlahnstein, gründete das erste Institut für Marketing in Deutschland an der Westfälischen Wilhelms-Universität und lehrte dort von 1968 bis 2002
- Peter Samulski, * 14. Dezember 1938 in Braunsberg; † 8. Januar 2012 in Münster, Langstreckenläufer
- Horst Eschler, * 1939, Philanthrop[4][5]
- Ulrich Schamoni, * 9. November 1939 in Berlin; † 9. März 1998 in Berlin, Filmregisseur, Drehbuchautor und Medienunternehmer, lebte bis 1959 in Münster
- Timm Ulrichs, * 31. März 1940 in Berlin, 1972–2005 Professor für Bildhauerei und Totalkunst am Institut für Kunsterzieher Münster (seit 1987 Staatliche Kunstakademie Münster)
- Klaus Bußmann, * 8. Juni 1941 in Aachen; † 27. April 2019 in Münster, 1985–2004 Direktor des Westfälischen Landesmuseums für Kunst und Kulturgeschichte, Kurator und Begründer der Skulptur.Projekte Münster
- Heinz-Rüdiger Voß, * 28. Oktober 1942; † 27. August 2022, Fußballspieler
- Karl Herzog, * 9. November 1941 in Erfurt, Volleyballspieler und -trainer beim USC Münster
- Joseph Robers, * 12. Februar 1944 in Südlohn; † 31. August 2011 in Münster, Maler, studierte und lebte in Münster.
- Friedel Thiekötter, * 3. Juni 1944 in Neheim-Hüsten, † 16. September 2011 in Münster, Schriftsteller, studierte und lebt in Münster
- Bernhard Schlink, * 6. Juli 1944 in Großdornberg bei Bielefeld, Jurist und Schriftsteller (Der Vorleser), seit 1987 Richter am Verfassungsgerichtshof von Nordrhein-Westfalen in Münster
- Georg Milbradt, * 23. Februar 1945 in Eslohe (Sauerland), Ministerpräsident von Sachsen, 1983–1990 Finanzdezernent der Stadt Münster
- Jürgen Möllemann, * 15. Juli 1945 in Augsburg; † 5. Juni 2003 in Marl-Loemühle, Politiker (FDP), 1987–1991 Bundesminister für Bildung und Wissenschaft, 1991–1993 Bundesminister für Wirtschaft, lebte seit 1966 in Münster Jürgen Möllemann

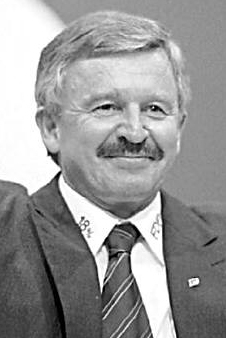
Jürgen Möllemann

- Franz-Josef Kemper, * 30. September 1945 in Hopsten, Leichtathlet (800-Meter-Läufer), Olympiateilnehmer 1968/72 und Sportfunktionär, startete für Preußen Münster
- Udo Lindenberg, * 17. Mai 1946 in Gronau, Rockmusiker, studierte 1964–68 in Münster und startete hier seine Karriere
- Ruprecht Polenz, * 26. Mai 1946 in Denkwitz bei Bautzen, Politiker (CDU), April–Nov. 2000 Generalsekretär der CDU, lebt seit 1968 in Münster
- Titus Dittmann, * 8. Dezember 1948 in Kirchen an der Sieg (Westerwald), Unternehmer und „Vater der deutschen Skateboard-Szene“, lebt und arbeitet seit 1971 in Münster
- Hans-Martin Stier, * 29. September 1950 in Bad Ems, Schauspieler und Sänger, studierte und arbeitete 1973–1982 in Münster
- Günter Ollenschläger, * 3. März 1951 in Beuel, Pharmazeut, Mediziner, Wissenschaftsjournalist, Leiter des Ärztlichen Zentrums für Qualität in der Medizin 1995–2014, studierte 1971 bis 1977 Pharmazie (Promotion 1977) und Medizin in Münster
- Roland Kaiser, * 10. Mai 1952 in Berlin, Schlagersänger, lebt seit 1993 in Münster
- Thomas de Maizière, * 21. Januar 1954 in Bonn, Politiker (CDU), von 2005 bis 2009 Bundesminister für besondere Aufgaben und Chef des Bundeskanzleramts, von 2009 bis 2011 sowie 2013 bis 2018 Bundesminister des Innern, von 2011 bis 2013 Bundesminister der Verteidigung, promovierte 1986 in Münster Thomas de Maizière

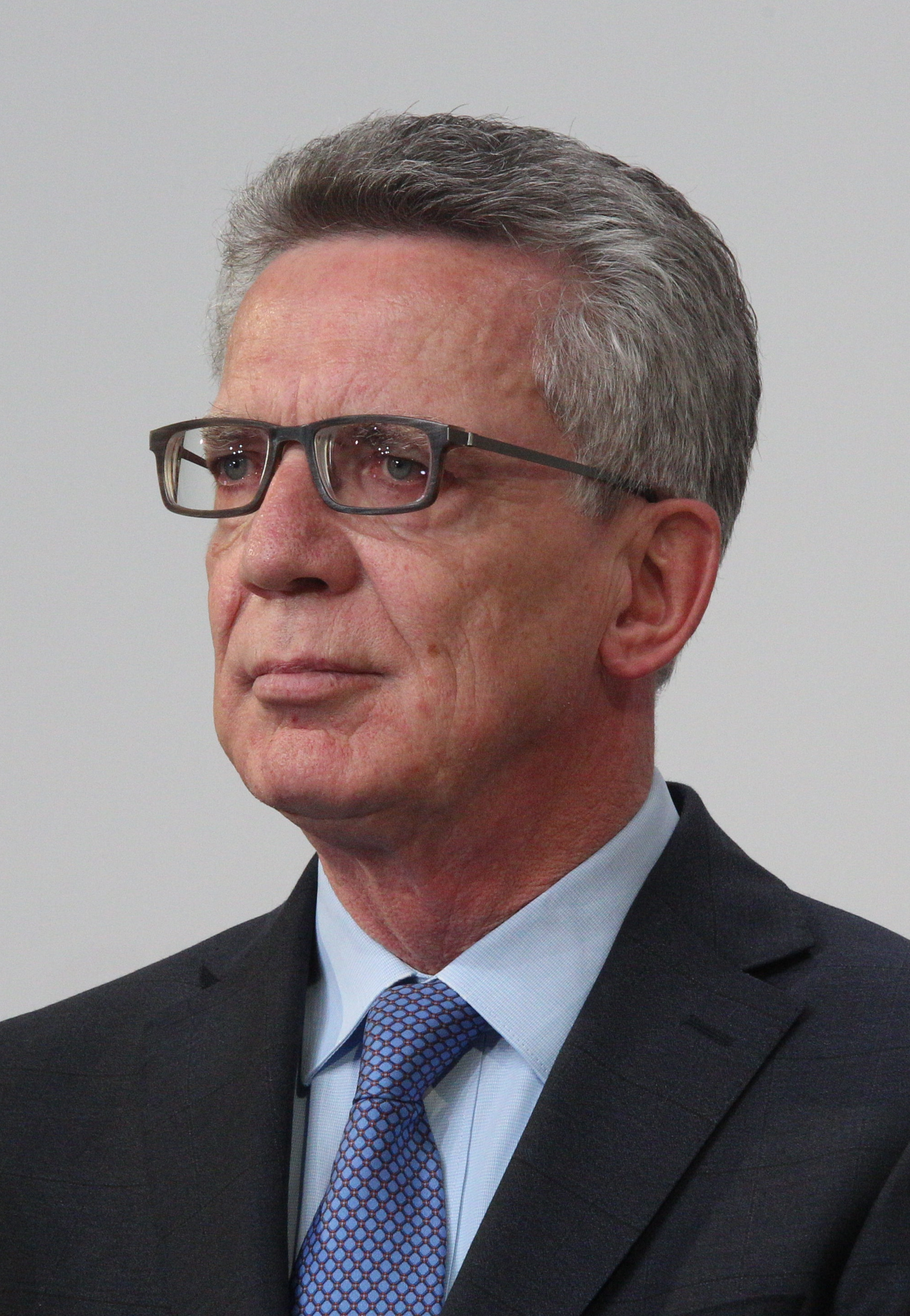
Thomas de Maizière

- Marian Gold, bürgerlicher Name Hartwig Schierbaum, * 26. Mai 1954 in Herford, Popmusiker, gründete 1983 in Münster die Band Alphaville
- Gerd Faltings, * 28. Juli 1954 in Gelsenkirchen-Buer, Mathematiker und Träger der Fields-Medaille, 1972–1978 an der Westfälischen Wilhelms-Universität
- Benno Möhlmann, * 1. August 1954 in Lohne, Fußball-Bundesliga-Spieler und Trainer, 1972–1978 bei Preußen Münster
- Meinhard Zanger, * 16. Februar 1955 in Memmelsdorf (Oberfranken), Schauspieler und Regisseur, 2006/07–2023/24 Intendant und Geschäftsführer des Wolfgang Borchert Theater, lebt seit 2006 in Münster
- Klaus Otto Nagorsnik, * 29. Juli 1955 in Billerbeck; † 22. April 2024, Bibliothekar und Quiz-Spieler, lebte in Münster
- Leonard Lansink, * 7. Januar 1956 in Hamm, Schauspieler, spielt seit 1998 den münsterischen Detektiv Wilsberg in der gleichnamigen ZDF-Serie
- Jürgen Kehrer, * 21. Januar 1956 in Essen, Autor von Kriminalromanen (Wilsberg), lebt seit 1974 in Münster
- Dietmar Wiese, * 3. Mai 1956, Fußballtorwart
- Burkhard Spinnen, * 28. Dezember 1956 in Mönchengladbach, Schriftsteller, lebt seit 1976 in Münster
- Wilm Weppelmann, * 17. April 1957 in Lüdinghausen; † 5. November 2021, Fotograf, Konzeptkünstler und Autor; lebte ab Ende der 1970er Jahre in Münster
- Ernst Hofacker, * 24. April in Recklinghausen, Journalist und Autor, lebt in Münster
- Norbert Tschirpke, * 19. September 1957 in Hamm, Künstler und Kulturmanager, lebte von 1979 bis 2000 in Münster
- Roger Trash (eigentlich Roger Dewald), * 29. Mai 1959 in Diepholz; † 31. August 2011 in Münster, Rockmusiker und Buchautor, lebte seit 1966 in Münster
- Gisbert Strotdrees, * 1960 in Harsewinkel, Journalist, Historiker und Buchautor, studierte, wohnt und arbeitet in Münster
- Andreas Dombret, * 16. Januar 1960 in Des Moines, USA, Vorstandsmitglied Deutsche Bundesbank und Förderer der Universität, studierte und lebte in Münster
- Tom Vieth, * 19. April 1960 in Nottuln; † 23. September 2018 in Münster, Bluesmusiker, Sänger und Gitarrist; Legende der Münsteraner Musikszene
- Thomas Röttgermann, * 14. Oktober 1960 in Steinfurt, Fußballfunktionär
- Hossein Ensan, * 22. Mai 1964, deutsch-iranischer Pokerspieler, lebte in Münster
- Jörg Phil Friedrich, * 1965 in Wolgast, Philosoph und Publizist, lebt seit 1994 in Münster
- Bernd Drücke, * 24. Dezember 1965 in Unna, Koordinationsredakteur der Graswurzelrevolution, lebt seit 1986 in Münster
- Oliver Welke, * 19. April 1966 in Bielefeld, Autor, Comedian und Moderator, studierte bis 1993 in Münster Publizistik
- Axel Büring, * 12. Juli 1967 in Meppen, 1994–2015 Volleyballtrainer beim USC Münster
- Miriam Meckel, * 18. Juli 1967 in Hilden, Kommunikationswissenschaftlerin, 2001–2005 Staatssekretärin in NRW, studierte, promovierte und lehrte bis 2001 an der Westfälischen Wilhelms-Universität
- Howard Donald, * 28. April 1968 in Manchester, britischer Sänger und Mitglied der 1990 gegründeten Boygroup Take That, lebt in Münster
- Zeha Schröder, * 29. Oktober 1968 in Wuppertal, deutscher Regisseur und Schauspieler, studierte in Münster und ist dort seit 1999 Theaterleiter
- Bernd Wehren, * 16. Januar 1970 in Haltern, Grundschullehrer und Schulbuchautor
- Marco Antwerpen, * 5. Oktober 1971 in Unna, Fußballspieler und -trainer
- Henning Wehland, * 2. Dezember 1971 in Bonn, Rockmusiker (H-Blockx)
- Robert Nippoldt, * 13. Oktober 1977 in Kranenburg (Niederrhein), Grafiker und Illustrator, studierte, wohnt und arbeitet in Münster
- Christoph Metzelder, * 5. November 1980 in Haltern, Fußballnationalspieler und Vizeweltmeister 2002, 1996–2000 bei Preußen Münster
- Phil Hanro, * 12. Dezember 1982 in Ahaus, Musikproduzent, lebt in Münster
- Thorsten Kornblum, * 1982 in Lingen (Ems), Politiker (SPD), Oberbürgermeister von Braunschweig, war von 2009 bis 2013 Mitglied des Stadtrates
- Ovid Hajou, * 10. November 1983 in Gelsenkirchen, Fußballspieler und -trainer, aufgewachsen in Münster
- Felix Leuer, * 9. Januar 1983, Basketballfunktionär, aufgewachsen in Münster
- Felix Lobrecht, * 24. Dezember 1988 in Mettingen, Stand-Up-Comedian, Podcast-Moderator und Autor, lebte die ersten drei Jahre seines Lebens in Münster Felix Lobrecht (2019)

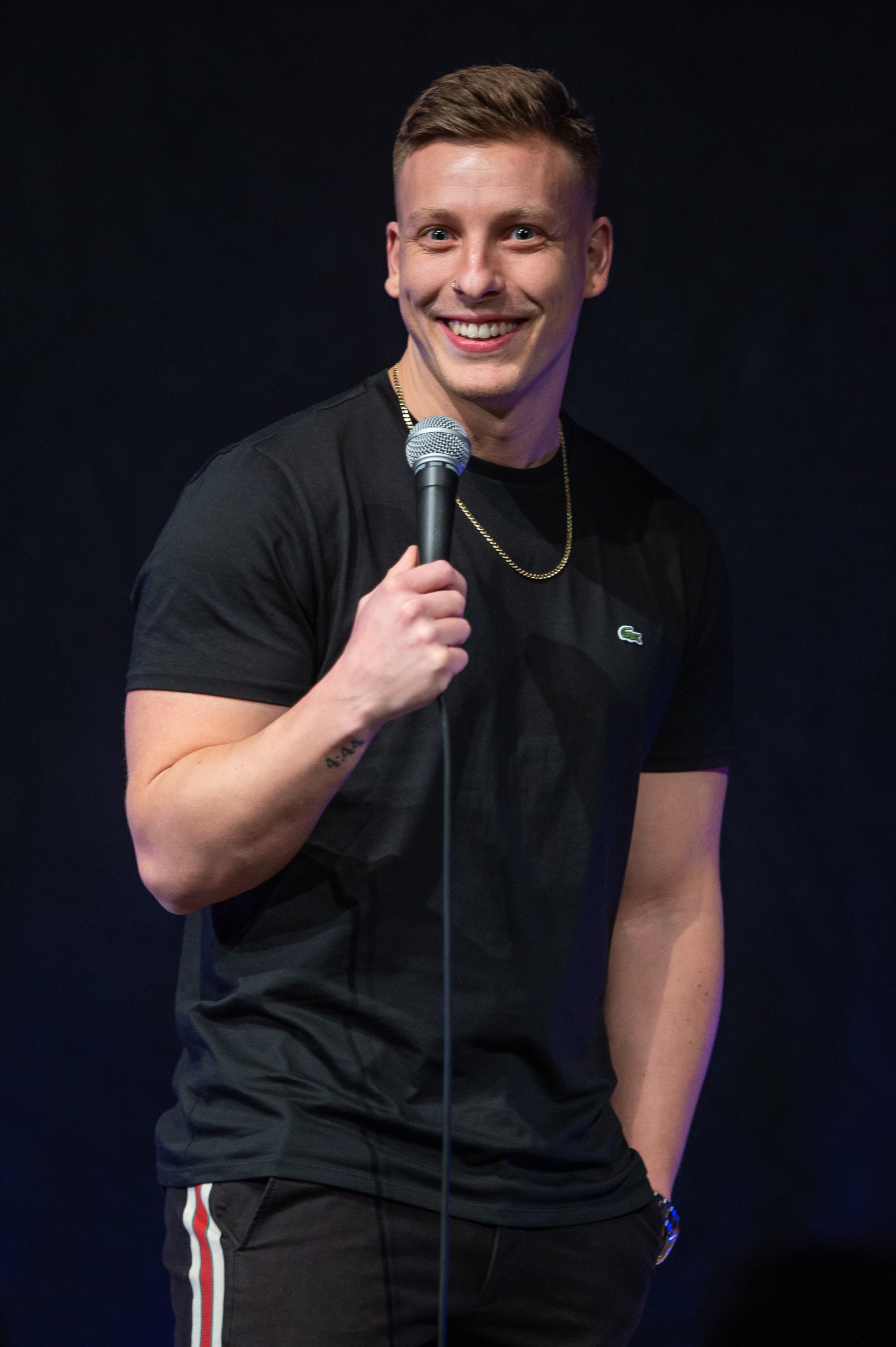
Felix Lobrecht (2019)

- Leon Windscheid, * 8. Dezember 1988 in Bergisch Gladbach, Psychologe, Autor und Podcast-Moderator, Unternehmer, studierte und lebte in Münster
- Cinja Tillmann, * 13. Juli 1991 in Senden, Volleyball- und Beachvolleyballspielerin, spielte von 2009 bis 2015 beim USC Münster
- GermanLetsPlay, * 9. Februar 1992 in Essen, Webvideoproduzent, lebt in Münster
- Lena Malkus, * 6. August 1993 in Bremen, Leichtathletin und Deutsche Meisterin im Weitsprung 2015
- Michael Krabler, * 22. Oktober 1996 in Neuburg, Fußballspieler, aufgewachsen in Münster
- Lynn Rahel Gismann, * 8. Januar 2000, Fußballspielerin; begann beim SC Westfalia Kinderhaus mit dem Fußballspielen